# Wacken Open Air

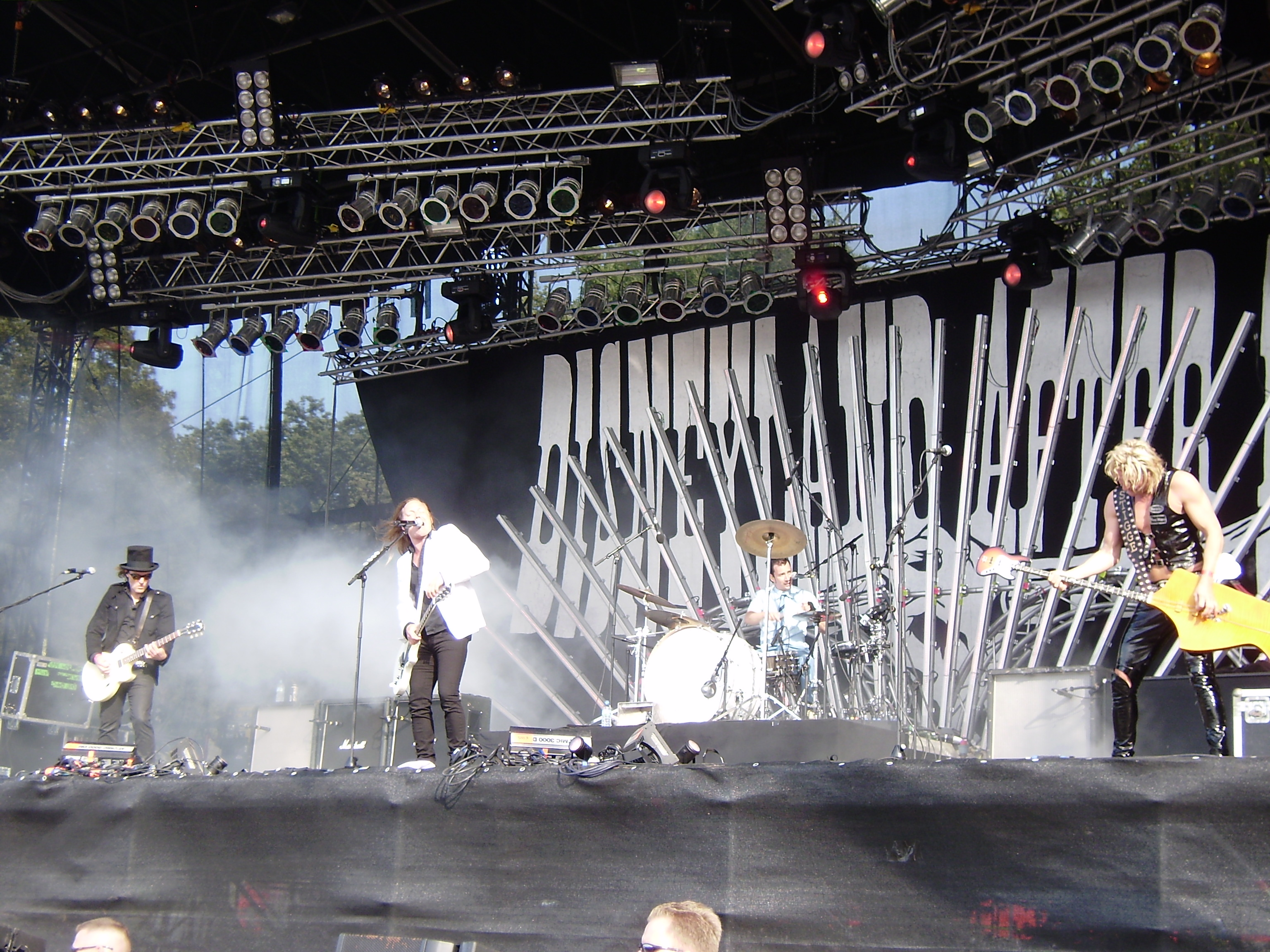
D-A-D. Wacken Open Air 2009.

Wacken Open Air (W:O:A) es un festival de heavy metal cuya primera edición tuvo lugar en el pueblo de Wacken, en la localidad de Schleswig-Holstein, Alemania en 1990 y que se ha ido repitiendo cada primer fin de semana de agosto de cada año desde entonces. Casi todos los estilos de hard rock y metal están presentes en el festival ya que se ha convertido en uno de los festivales más grandes a nivel mundial y uno de los eventos al aire libre más grandes de Alemania. Entre 2011 y 2018, el número de asistentes rondaba los 85.000, de los cuales 75.000 fueron entradas vendidas. En 2018 el festival se celebró entre los días 2 y 4 de agosto, y en 2019 tuvo lugar entre los días 1 y 3 de agosto.
En 2020, el festival iba a tener lugar del 30 de julio al 1 de agosto pero fue cancelado debido a la ley que prohibió los eventos masivos en Alemania debido a la pandemia COVID-19.

## Historia

### Precedentes
La idea para Wacken Open Air fue concebida en 1989 mientras Thomas Jensen y Holger Hübner cenaban en un restaurante. Ambos eran amigos, vivían en Wacken y Jensen tocaba el bajo en una banda de tributos llamada Skyline. Desde sus comienzos  y hasta 1992, la banda estuvo compuesta por Ines Jeske de Vaale (voz), Thomas Jensen de Wacken (guitarra eléctrica), Dennis Harman de Itzehoe (teclados) y Andreas Göser también habitante de Wacken (batería). Skyline fue una de las primeras bandas tributo de hard rock y heavy metal regionales de la época y eran conocidos por tocar en los pubs y quedadas moteras de la zona, llegando incluso a telonear a Extrabreit. Hübner por aquel entonces era un disc jockey que también se centraba en exclusivamente hard rock y heavy metal, así que junto a Jensen desarrollaron la idea de organizar un concierto al aire libre en la zona de Wacken, después de persuadir a Andreas Göser y Jörg Jensen (hermano de Thomas Jensen) para que ayudaran a hacerlo posible. Hasta entonces, el descampado utilizado había servido como punto de encuentro de hasta 3.000 miembros del club motero 'No Mercys', así que lo utilizaron como herramienta para atraer a otros clubs moteros y así asegurar asistencia. Desde el comienzo supieron que el evento se iba a centrar en grupos de hard rock y heavy metal, y para diferenciarse de otros festivales de un solo día de duración como eran el Monsters of Rock o el Super Rock en Mannheim, este festival iba a tener una zona de acampada.

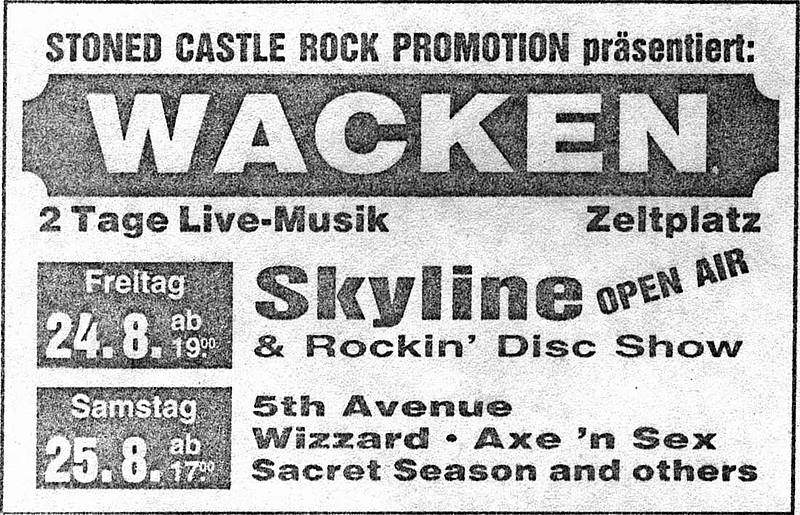
Cartel de Wacken Open Air 1990

### Primeros años y desarrollo inicial
El festival de dos días de duración se celebró el 24 y 25 de agosto de 1990 y apenas acudieron 800 personas. Todas las bandas invitadas eran alemanas: Skyline, 5th Avenue, Motoslug, Sacred Season, Axe ‘n Sex y Wizzard. Los primeros años, el festival fue organizado de manera privada, tomando prestado un tráiler para montar el equipo de sonido y siendo el escenario construido por los mismos organizadores.
Los años siguientes, la mayoría de tareas fueron realizadas por un pequeño equipo profesional. Hasta agosto de 1994, por ejemplo, las entradas las realizaba la madre de Andy Göser y hasta el año 1996 el equipo de seguridad eran básicamente miembros de clubs moteros de los alrededores.  En 1991, el número de visitantes aumentó a 1.300 y a la vuelta de Skyline se unieron Bon Scott (famosa banda de covers de AC/DC procedente de Hamburgo), Gypsy Kyss, Kilgore, Life Artist, Ruby Red y Shanghái´d Guts. Ese mismo año fue cuando nació el famoso logo con la calavera diseñado por Mark Ramsauer a partir de ideas básicas que tuvieron Thomas Jensen y Holger Hübner. La calavera de vacuno representa el lugar donde se realiza el festival, donde las vacas pastan, y para Jensen y Hübner representa “los chicos del pueblo”
En 1992, el cartel cambió para incluir esta vez bandas de nombre internacional como fueron Blind Guardian y Saxon por primera vez, para así ir creciendo hasta llegar a haber 26 bandas internacionales, incluyendo grupos de Suecia, USA, Irlanda y Bélgica.Los organizadores utilizaron por primera vez un escenario profesional que incluía luces y mesa de sonido y también lograron obtener su primer esponsor, la marca de cigarrillos Prince Denmark. Ese mismo año, nació el Party Stage, que se encontraba en la carpa del DJ justo al lado del escenario principal, donde tocarían las bandas tributo y divertidos proyectos que se formaron exclusivamente para actuar allí. Los gastos posteriores al festival debido a los residuos generados en la zona de acampada (que ya contaba con más 2.500 personas), así como los gastos derivados del alto nivel de segurida necesario entre otros, supuso para los organizadores una pérdida de alrededor de 25.000 marcos alemanes ese año.
Con la reunión de la banda Fates Warning en el festival en 1993, Wacken Open Air  contaba con el elemento exclusivo, lo que ayudó a ganar renombre en años posteriores con otras reuniones y apariciones de bandas insólitas. Al mismo tiempo, Doro Pech y otros grandes artistas realizaron interesantes apariciones en el escenario, resultando en un récord de asistencia con 3.500 entradas vendidas. Simultáneamente, los organizadores también probando su suerte como promotores y bajo el nombre de Stone Castle Promotions organizaron un concierto de Motörhead para 2.000 personas en Flensburg que, por desgracia, no llegó a cubrir los costes de la organización. Posteriormente, un concierto de Dio con Freak of Nature resultó en desastre con solo 167 entradas vendidas, que junto con el festival que nuevamente generó pérdidas, los organizadores alcanzaron la cifra en 350.000 marcos alemanes en deudas. Como resultado, Jörg Jensen y Andreas Göser abandonaron el equipo, quedando en este Holger Hübner y Thomas Jensen, así como Jörn-Ulf Goesmann durante el par de años siguientes, que continuaron organizando el Wacken Open Air a pesar de las deudas que sus padres habían avalado. Durante ese mismo año, la madre de Thomas Jensen murió y Holger Hübner estuvo involucrado en un grave accidente, llegando a llamarlo ese año como “el año de la plaga”.
Durante su quinto aniversario en 1994, la situación financiera se estabilizó y el festival finalmente cubrió gastos. El cartel se mantuvo profesional y siguieron contando con bandas de nombre internacional en el ámbito del heavy metal. Se vendieron un total de 4.500 entradas; pero no solo eso, sino que debido de nuevo al alto coste de los residuos de la zona de acampada, las entradas para dicha zona se empezaron a vender por separado, y la preventa de entradas se premiaba con una camiseta gratis. En 1995, los costes se cubrieron por completo gracias a bandas como Tiamat, D-A-D, The Pretty Maids y Angra. Aun así, y contando con 5.000 asistentes, el festival nunca llegó a generar ningún tipo de beneficio. No obstante, por primera vez la prensa nacional se haría eco de Wacken Open Air, en concreto la revista Rock Hard y el programa de heavy metal Metalla en la nueva cadena de televisión VIVA.

### Primeros logros y crecimiento
La venta de entradas para el festival del año 1996 de nuevo no empezó bien, aun siendo el cabeza de cartel Kreator y contando con otros artistas internacionales como The Exploited, Gorefest y Crematory. La dirección trató de prevenir pérdidas una vez más confirmando más actuaciones como la de Die Böhsen Onkelz. Dicha confirmación generó críticas y algunas de las bandas decidieron no actuar ese año en Wacken. La banda de Colonia Brings fue una de las bandas que cancelaron su actuación pero lo hicieron con tan poca antelación que ofrecieron a sus fanes la devolución del dinero de la entrada.
Como resultado de tantos asistentes llenando las calles del pueblo en 1996, los habitantes de Wacken dieron a conocer su preocupación acerca de un festival de tanta envergadura teniendo lugar en un pueblo como el suyo. Uwe Trede ofreció cambiar la ubicación del evento y realizarlo en su propiedad y en las zonas previamente utilizadas como zonas de acampada, además de hacerse cargo de la adquisión de más terrenos. La organización también creció para incluir a Thomas Hess (previamente mánager de Die Böhsen Onkelz) como director de producción, así como a Sheree Hesse para el catering de los artistas y de los asistentes vip. En 1997 se añadió un tercer escenario llamado W.E.T. Stage y también nació la carpa “Wacken Evolution Tent” para bandas sin sello discográfico y para nuevos asistentes al festival. Ese mismo año y por primera vez, el número de asistentes alcanzó los 10.000, incluyendo también una escandalosa actuación erótica de Rockbitch.

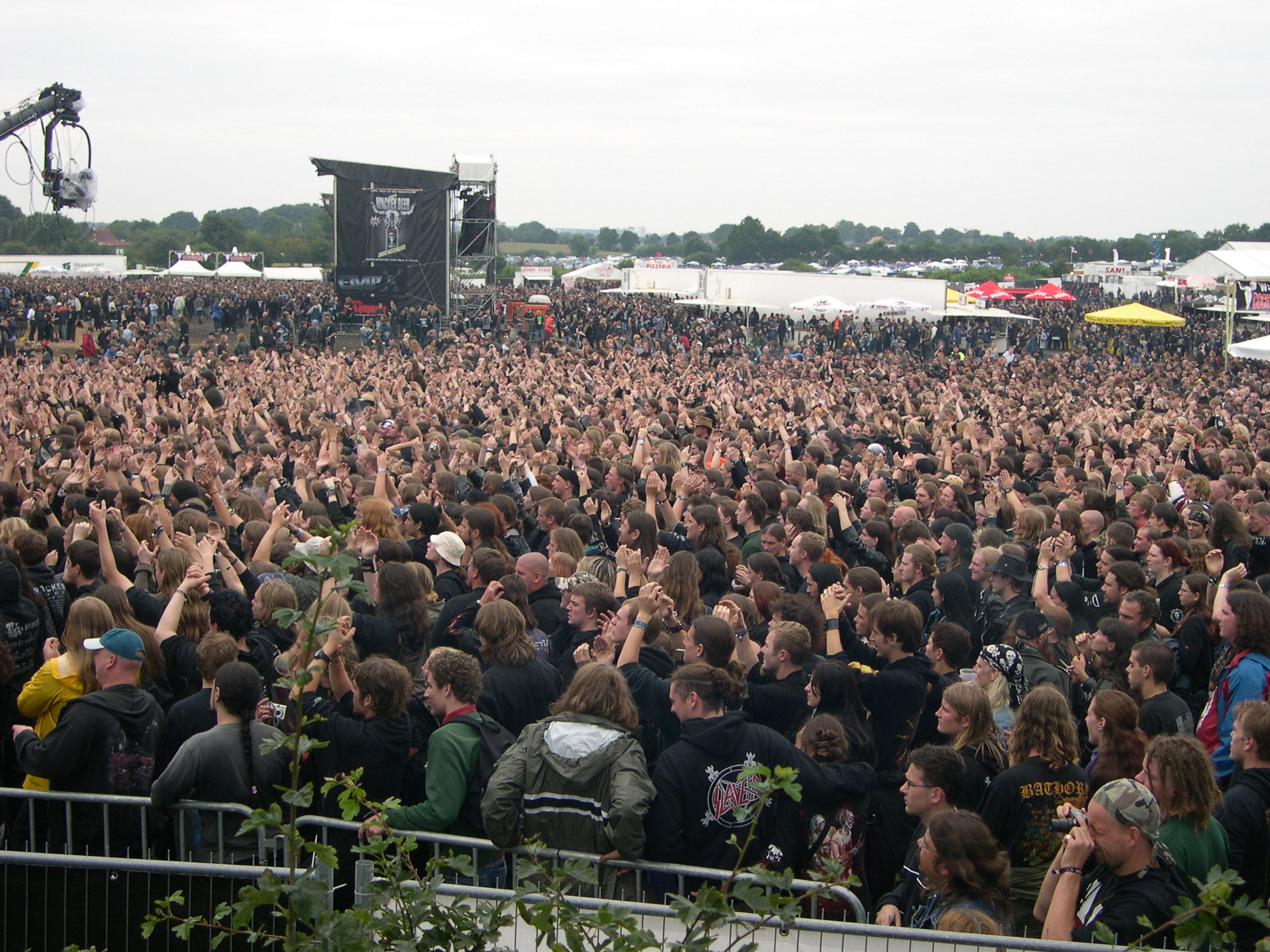
La edición del W:O:A 2005 llegó a los 40.000 asistentes

### Desarrollo posterior del festival
Con el paso de los años, Wacken Open Air ha ido creciendo constantemente y ahora decenas de bandas y miles de personas se congregan anualmente en el festival. Si bien los organizadores aseguraron en 2006 que el festival había alcanzado su máxima capacidad con 62.500 visitantes, el año siguiente se realizaron cambios en la estructura de los terrenos de la zona para albergar así un nuevo escenario llamado “Party Stage”. Las entradas dejaron de venderse en el mismo festival para reducir el número de espontáneos y asistentes sin entrada. En 2007 y 2008, el festival se agotó mediante la venta de entradas anticipadas; para W:O:A 2009, las entradas se agotaron a finales de 2008, lo mismó pasó con las entradas para el festival del año 2010.
Mientras que originalmente el festival solo se celebraba durante dos días, las actuaciones a veces llegaban a durar de jueves a sábado, lo que se convirtió en tres días. Los jueves se convirtieron en “Night to Remember” contando mayormente con bandas de Heavy Metal clásico, como Scorpions en 2006. En el actualmente “Party Stage” y en contraste a las “Night to Remember”, actuarían bandas más jóvenes y modernas. El festival también cuenta ahora con un amplio programa complementario, una zona de tiendas (obligatoria en cualquier festival) y una terraza para beber cerveza operativa desde el 2000, donde actúa la banda de bomberos de Wacken cada año para abrir el festival. Un jueves de 2007 se inauguró el escenario ”Hellfest Stage” y desde 2009 ha habido un escenario llamado “Medieval Stage” para grupos medievales y bandas de Folk Metal.
El hecho de que grandes bandas como Scorpions, Saxon, Twisted Sister, Dimmu Borgir, Slayer o Helloween hayan grabado sus actuaciones en DVD en Wacken demuestra cuanto respeto ha ganado el festival a lo largo de los años. Para su gira de despedida en 2004, Die Böhsen Onkelz realizaron una extensa actuación en el W:O:A. 
Desde 2002, el famoso tren llamado “Metal Train” realiza anualmente su recorrido desde Zúrich hasta Wacken y viceversa para transportar asistentes al pueblo del evento y ofrecer un divertido programa de entretenimiento. Cada año miles de fanes asisten al festival a través de viajes organizados en autocares, especialmente desde Suecia y Austria.  
La "W:O:A Soccercup" se ha celebrado anualmente desde 2002. Este torneo de fútbol, que empezó con nueve equipos y se celebra los miércoles, ha crecido con el paso de los años y ha pasado a ser un torneo a nivel mundial contando con 32 equipos desde 2007 (uno de los eventos de 2011 contó con 36 equipos). Los equipos internacionales se registran por adelantado y están formados por asistentes al festival. Para el 15 aniversario del torneo en 2016, una de las bandas del cartel, Serum 114, formó un equipo con fanes llegando a ganar la gran final. Aunque el propósito del torneo es simplemente pasar un rato agradable y divertido donde los protagonistas son los creativos nombres de los equipos y la vestimenta de los jugadores, más que la forma de los mismos, el premio al ganador se da en una ceremonia celebrada en unos de los principales escenarios desde 2013, además de ganar otros numerosos premios por participar.
En 2013, tuvo lugar por primera vez en Wacken la “Full Metal Church”. Coincidiendo con el 105 aniversario de la iglesia local, el equipo del festival junto con el sacerdote, organizaron un concierto de la banda Faun acompañado de lecturas y sermones por el autor de “Volxbibel” Martin Dreyer. Tanto el concierto como los servicios religiosos superaron completamente las expectativas y estuvieron completamente abarrotados.

### Presente

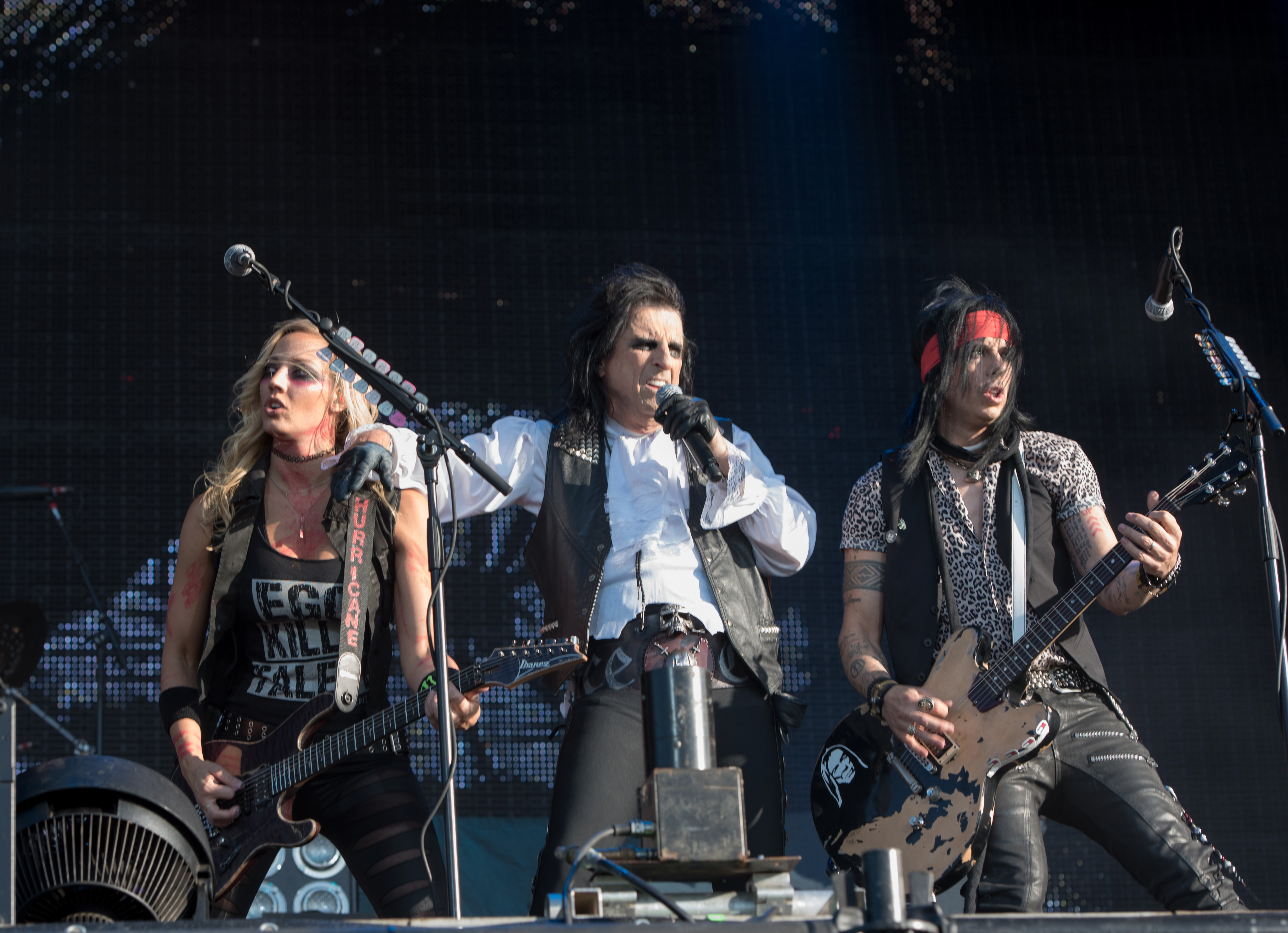
Alice Cooper en Wacken Open Air 2017

El festival es uno de los eventos de la escena metalera más importantes del año. Actualmente, aproximadamente un tercio de los visitantes (algunos de ellos llegan varios días antes del comienzo del festival) y la mayoría de bandas proceden del extranjero. De acuerdo con la organización, en 2018 asistió público procedente de 80 países diferentes.
El número de asistentes aumentó a 75 000 en 2008, de los cuales 65 000 era entradas vendidas. Ese mismo año el festival se llegó a agotar dos veces, la primera en primavera para el mismo festival de 2008 y la segunda el 31 de diciembre, para la edición de 2009.

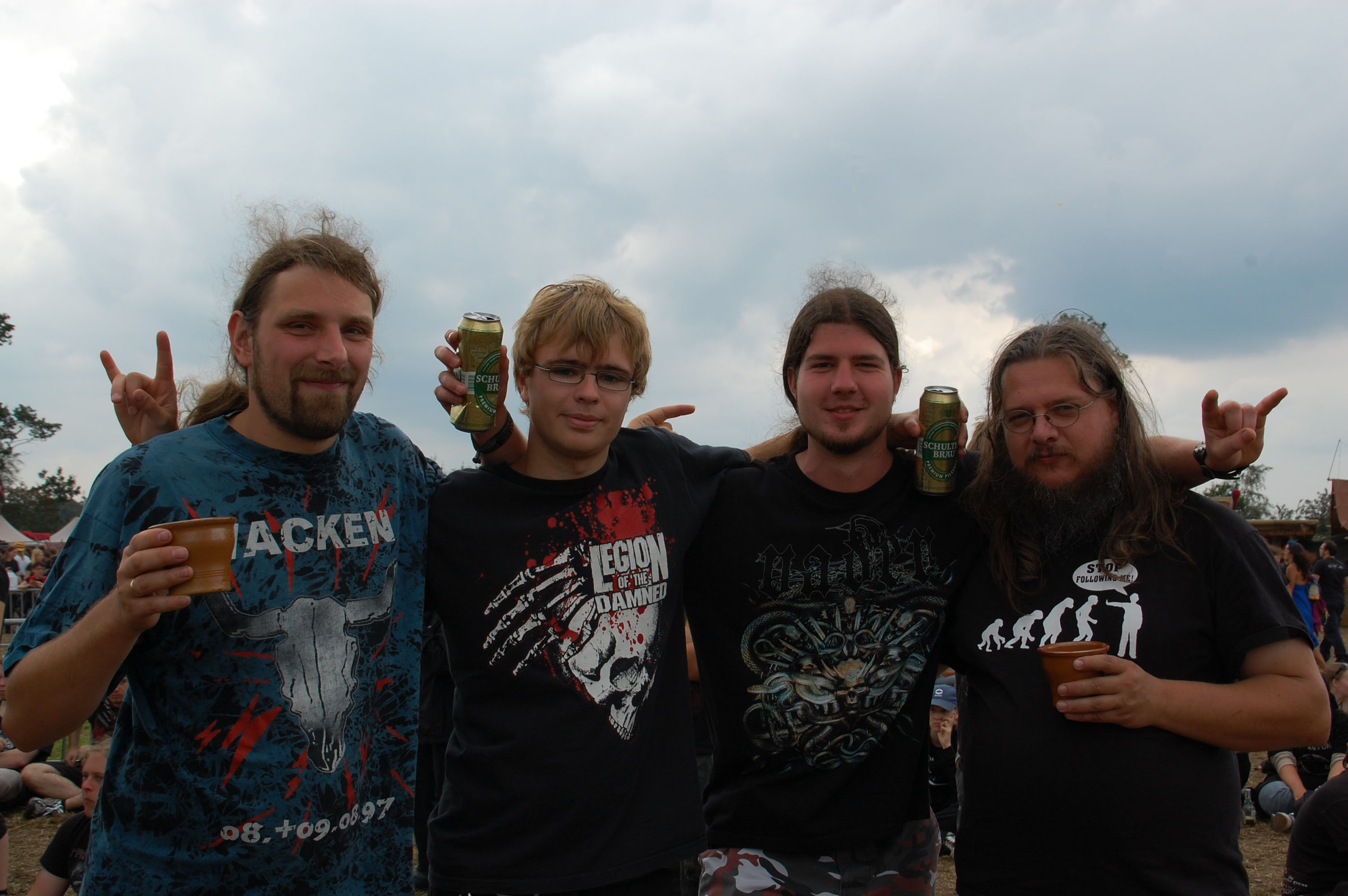
Visitantes en el Wacken Open Air 2011

Como era de esperar con festivales de esta magnitud, Wacken Open Air recibió duras críticas a sus condiciones higiénicas, precios, seguridad personal, así como el exceso de visitantes y la orientación comercial del evento. Dichas críticas fueron escuchadas por la organización, resultando en una gran inversión en infraestructura. En 2008 una de las inversiones incluía 1 000 000 de euros en la expansión de la piscina municipal de Wacken para hacer así el festival más atractivo para residentes y visitantes del pueblo.
Desde 2006 el festival dispone de radio propia llamada Wacken Radio, donde es posible escuchar Heavy Metal las 24 horas. Desde febrero de 2014 dicha estación está producida con la colaboración de RauteMusik.
Para la 23.ª edición de Wacken Open Air, la venta de los llamados “X-Mas Package” dio comienzo un lunes 8 de agosto de 2011 (justo después de la finalización del festival) y dichos paquetes se agotaron en 45 minutos. El evento anual agotó sus entradas durante 10 años consecutivos entre 2006 y 2015. Las entradas para la edición de 2015 se agotaron 12 horas después de ponerse a la venta en agosto de 2014, tan solo unas horas después de finalizar W:OA 2014. Las entradas navideñas para el Wacken Open Air de 2016 que incluían un descuento de 10 euros y una camiseta de regalo se agotaron completamente en 20 minutos una vez iniciada la preventa. Los servidores de la página de venta de entradas Metaltik’s se colapsaron, la página dejó de funcionar unos minutos y posteriormente debido al alto tráfico en la red, se pusieron a disposición listas de espera.
Los precios para el festival han ido aumentando y actualmente se encuentran en el mismo nivel que cualquier otro festival de dicha envergadura como son el Rock am Ring o el Hurricane Festival. Después de varios años repletos de éxitos y de agotarse las entradas en apenas minutos, los primeros 60.000 tickets para la edición de 2017 se vendieron a mitad de 2016, 55 000 de los cuales se vendieron en una hora. A finales de abril de 2017 el festival estaba casi agotado. El precio de la entrada era de 220 euros, no habían tasas adicionales para los fanes que acamparan varios días antes del comienzo del evento para obtener los mejores sitios cerca del acceso principal, y tanto los lavabos como las duchas eran gratuitos.
El festival se agotó en varios días los años 2014 y 2016. Aun así, las entradas para la edición de 2017 se agotaron en 309 días, 2 meses antes de que diera comienzo el evento y aunque solo quedaran disponibles 10 000 entradas unas horas después de ponerse a la venta. Al principio hubo especulaciones así que se tomaron más precauciones en línea en cuanto a seguridad y precio de las entradas. El festival se agotó por 13.ª vez consecutiva en 2018.
El 5 de abril de 2018, murió Thomas Hess, director de producción del festival y jefe de seguridad durante muchos años. Se unió por primera vez al equipo en 1996 como tour mánager de Böhse Onkelz y era considerado una de las figuras líderes más importantes del festival, junto el resto de fundadores y la familia Trede, que organizan y supervisan las zonas de acampada. Hess contribuyó de manera significativa ayudando con una perfecta, pacífica y exitosa organización del W:O:A.
Wacken Open Air 2018 fue nombrado el mejor y mayor festival en los premios European Festival Awards 2018 y mejor festival en los Helga! Awards. Para la edición del festival de 2019, las 75.000 entradas se agotaron cuatro días después de ponerse en venta, convirtiéndose en la 14.ª vez que el festival agota absolutamente todas sus entradas.

## Organización

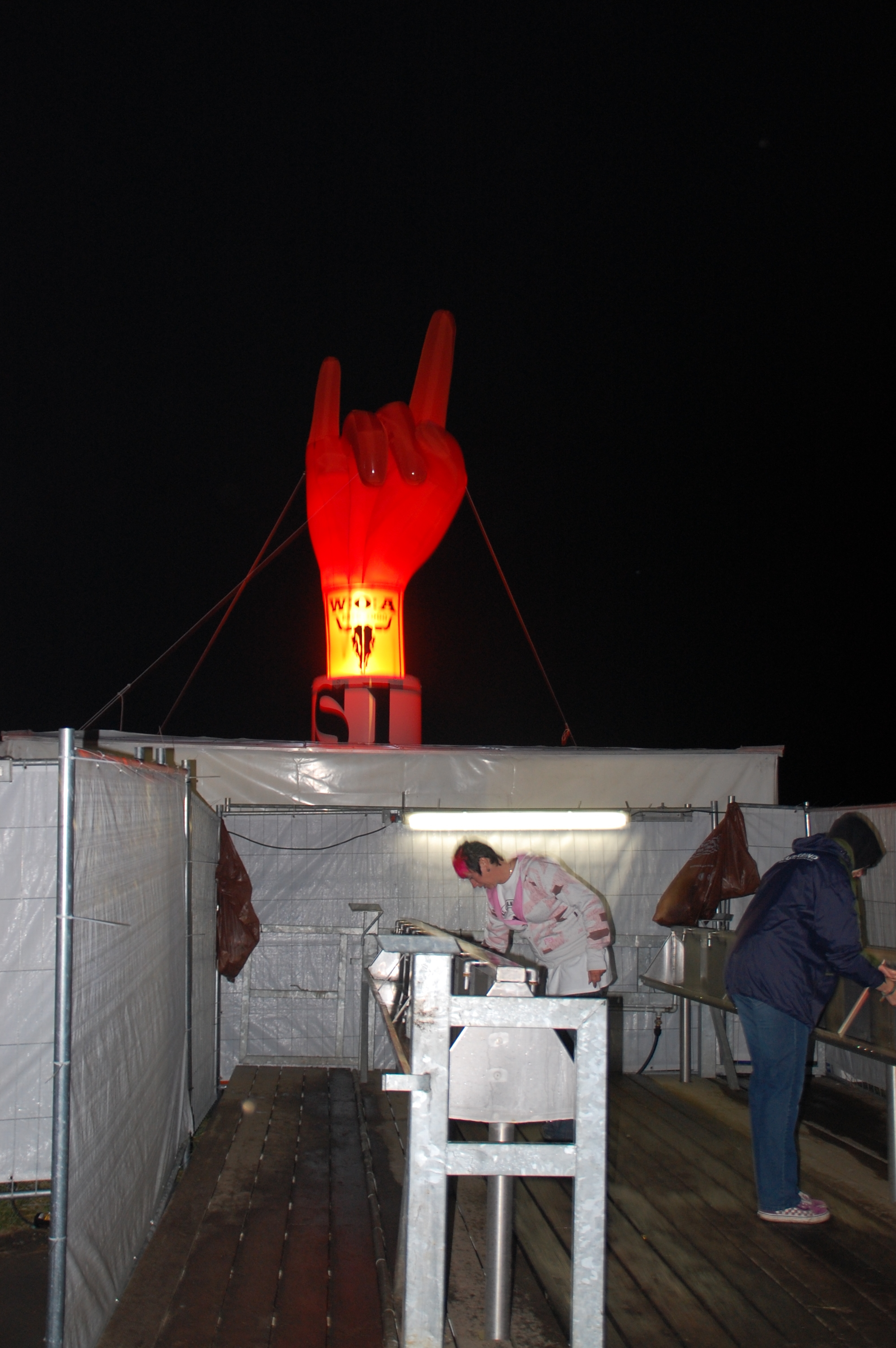
Instalaciones sanitarias en el campin, Wacken Open Air 2011

Los organizadores de Wacken Open Air fundaron Stone Castle Rockpromotions en 1990 con el objetivo de organizar el primer festival. El nombre deriva de la traducción de “Steinburg”, del distrito de Steinburg, al cuál Wacken pertenece. Stone Castle se mantuvo como nombre de la empresa hasta 1996. Hasta 2014, las oficinas se encontraban en Dörstedt (distrito de Schleswig-Flensburg) y posterior a ese año se trasladaron a Wacken. El nombre de la empresa ha sido ICS (International Concert Service) GmbH desde 1999. Dicha empresa es dueña del sello discográfico Wacken Records y de la empresa de venta de entradas Metaltix, entre otras.
Desde 2007 hay a disposición un periódico para cada día del festival, informando de lo que ocurre a diario en cada rincón de los terrenos del evento. [29] La edición del jueves también incluye de manera gratuita todos los periódicos publicados por Schleswig-Holsteinischer Zeitungsverlag. 
En 2014, la estación radiofónica RauteMusik se empezó a encargar de la producción la radio oficial de Wacken, incluyendo la instalación de cabinas radiofónicas desde donde realizan conexiones en directo. 
Hasta hace unos pocos años y durante los días d la duración del festival, las señales oficiales que anunciaban la entrada al pueblo de Wacken fueron reemplazadas por carteles de plástico que decían “Heavy Metal Town”, y que eventualmente tuvieron que asegurar para evitar que la gente se los llevara como recuerdo. Algunas tiendas de los alrededores actualmente venden bolsas de algodón con la señal de Wacken en una cara y las palabras “Esta señal si que me la puedo llevar” en la otra.
Una denuncia por exceder el límite de volumen máximo fue llevada a cabo por los residentes de Wacken ante las Cortes Administrativas, acabando en un acuerdo extrajudicial en enero de 2013. Actualmente, cada vez que el volumen del festival supera los 70 decibelios, los organizadores pagan 1000 euros a la comunidad, y ésta los dona a acciones solidarias.

### Infraestructura
El área del festival cubre más de 240 hectáreas, las cuales están rodeadas por más de 45 kilómetros de vallado. El espacio interior que incluye el escenario principal, tiene un tamaño de 43.000 metros cuadrados. Más de 1.300 lavabos y casi 500 duchas están a disposición de los 75.000 asistentes. Solo para transportar el equipo necesario para el evento son necesarios 2200 camiones, y la construcción y posterior desmantelación del mismo suele durar 7 y 5 días respectivamente. Para la construcción de los escenarios son necesarios 75 camiones (1000 toneladas), 10 camiones de equipo de sonido y 27 camiones de equipos de luces.
Desde 2014, la salida eléctrica necesaria a aumentado hasta llegar a los 12 megavatios, prácticamente el equivalente a las necesidades de un pueblo de 70.000 habitantes. Además, el festival requiere disponer de 40 generadores de emergencia. Actualmente cuentan con 25 electricistas encargados de proveer electricidad.
Para el sistema de alcantarillado y la mejora de los sistemas eléctricos fue necesaria una inversión de 600.000 euros. Al mismo tiempo, fue necesaria una inversión adicional de 700.000 euros para instalar drenajes delante de los escenarios con el objetivo de evitar inundaciones en caso de fuertes tormentas. Los caminos principales, en concreto 10 kilómetros, también fueron pavimentados para facilitar el acceso de vehículos de rescate.
Un total de aproximadamente 5.000 empleados trabajan en cada edición, incluyendo 1800 personas de seguridad, 150 limpiadores, 70 asistentes de construcción, 400 policías, 250 bomberos, 900 paramédicos y 6 médicos de urgencias.
En 2017, se instaló por primera vez una tubería gigante de un kilómetro para suministrar cerveza a 10 sistemas de dispensación distintos. A su máxima capacidad, la construcción permitió servir 10.000 litros de cerveza por hora.

### Escenarios

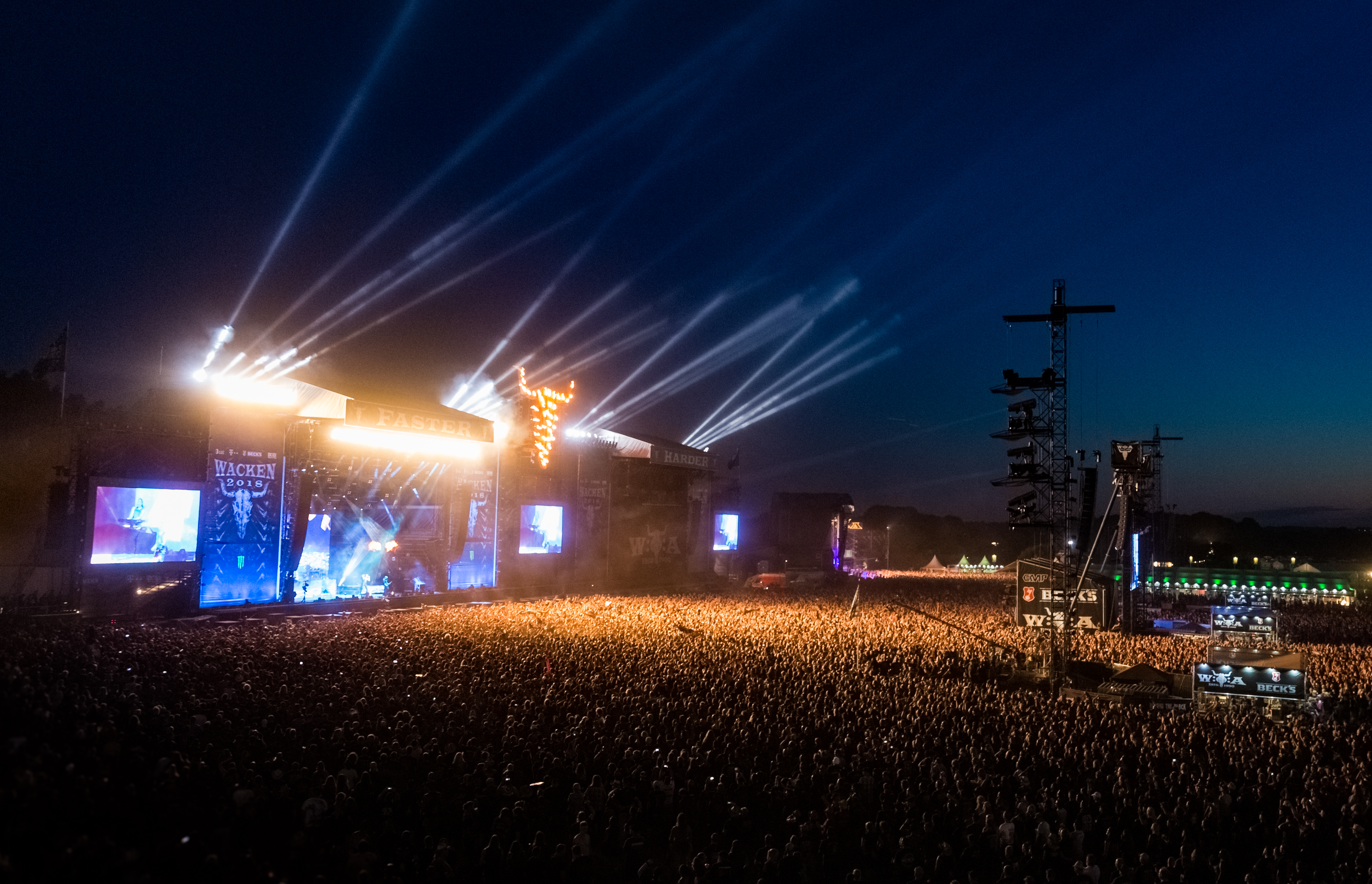
Wacken Open Air 2018 - Escenarios Faster/Harder

Wacken Open Air dispone actualmente de 8 escenarios para bandas y actos de entretenimiento. Los más importantes son Faster y Harder, diseñados y conectados como escenarios gemelos y que comparten equipo de luces y sonido. Junto con el Louder Stage, estos dos escenarios componen el llamado “Infield” o “The Holy Ground”. Los tres escenarios disponen de pantallas gigantes para permitir la visibilidad de las bandas desde diferentes y remotos puntos del área del festival.  
Hasta 2016, estos escenarios se llamaron Black Stage, True Metal Stage y Party Stage, pero después de la edición de 2016 los asistentes sugirieron nuevos nombres para ellos. De entre todas las sugerencias recibidas, las mejores ideas fueron publicadas y se realizó una encuesta. El eslogan “Faster - Harder – Louder" resultó ser después de todo la inspiración y los tres escenarios adquirieron esos tres nuevos nombres.
La enorme carpa Bullhead City Circus alberga dos escenarios gemelos adicionales llamados W.E.T. Stage (Wacken Evolution Tent) y Headbanger Stage.La Metal Battle se da lugar en dichos escenarios el miércoles y el jueves, seguida de las distintas actuaciones programadas para los días siguientes. 
Mientras que los escenarios y carpas más grandes están dedicados a todo tipo de géneros musicales, el resto de escenarios se enfoncan en estilos específicos. El Wackinger Stage se encuentra en la zona medieval del festival y es donde actúan bandas de género Folk, Pagan y Medieval, mientras que el Wasteland Stage, establecido en 2014, se dedica a géneros apocalípticos. El Beergarden Stage concrega a bandas de folk, pero también cuenta con invitados permanentes en Wacken como son Wacken Firefighters y Mambo Kurt.

### Área del evento

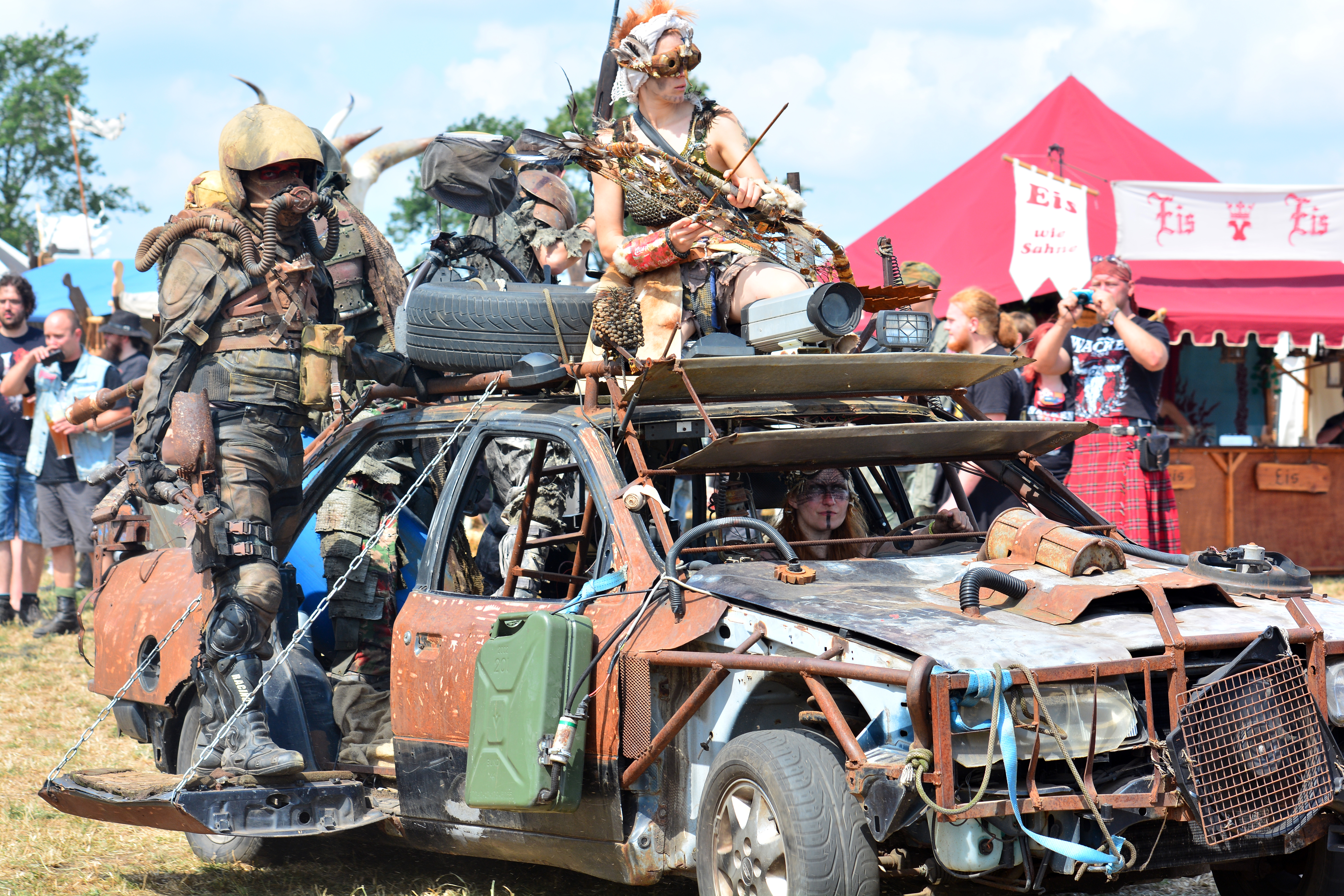
Wasteland - Wacken Open Air 2014

El área donde se celebra cada año el Wacken Open Air está dividida y estructurada en distintas secciones. Desde 2014, solo hay un único y gran control para acceder al recinto, y una vez dentro es cuando se accede con pulsera.
Entre las diferentes zonas, la llamada Wackinger se caracteriza por tener el aspecto de mercado medieval que incluye puestos de comida y bebida, así como el escenario Wackinger donde bandas de estilo medieval actúan cada año. Esta zona se comunica con Wasteland, donde encontramos el Wastelandstage y que está diseñada por Wasteland Warriors e inspirada en escenarios apocalípticos de la película Mad Max.  

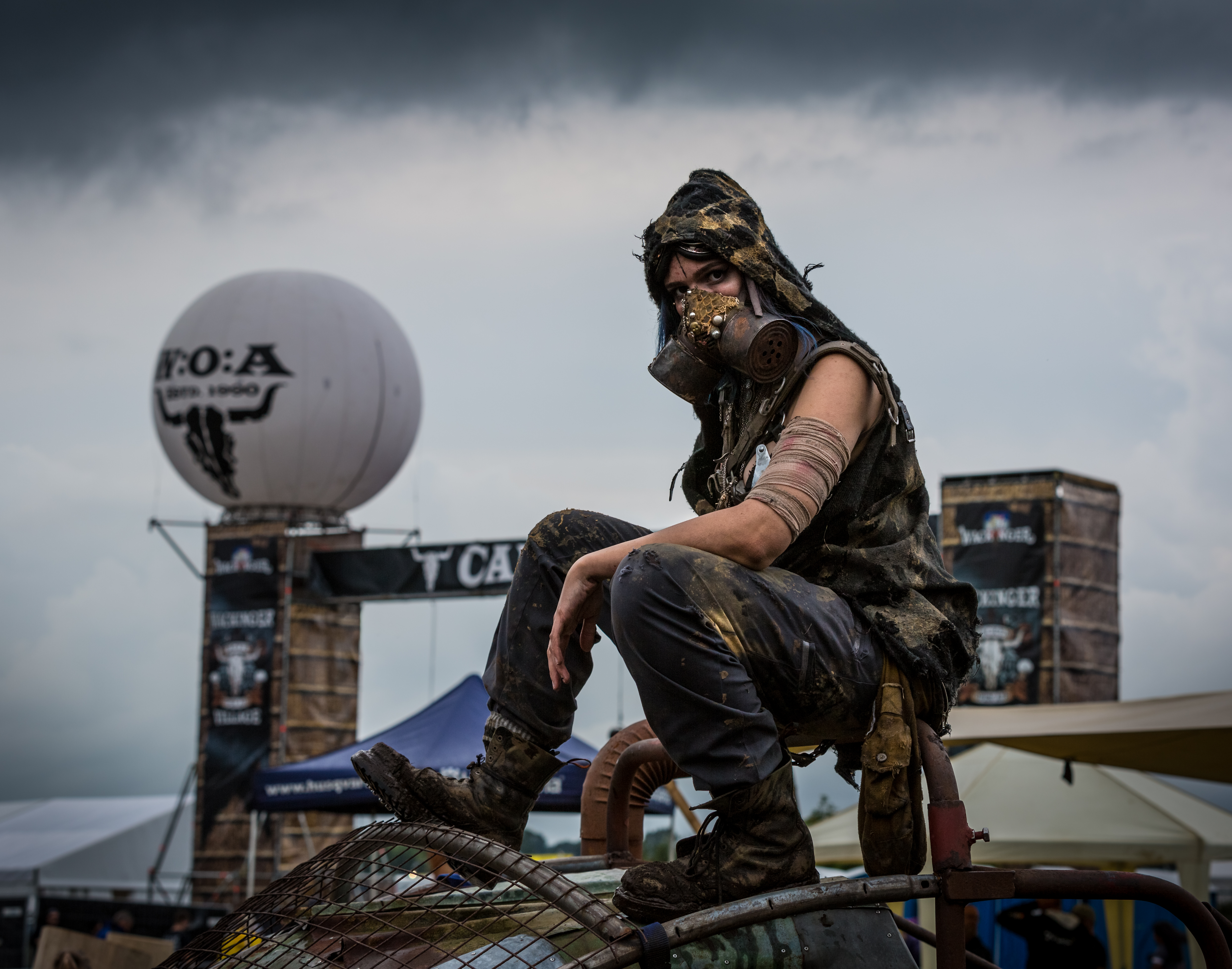
Wasteland - Wacken Open Air 2016

La zona delante de los escenarios principales cuenta con una terraza llamada “Bavarian Beer Garden”, una zona de tiendas llamada “Metal Markt”, varios puestos de comida, la fundación “Wacken Foundation Camp”, cajeros automáticos y el llamado “Movie Field”, donde se proyectan documentales de Heavy Metal y películas.
Los escenarios más importantes se encuentran en el llamado “Infield”, y solo se puede tener acceso a ellos por la parte central del festival. En esa misma zona también se pueden encontrar distintos puestos tanto de comida como de bedida.

### Zona de acampada
Ya que Wacken Open Air únicamente vende abonos de 3 días, la mayoría de visitantes se alojan en el recinto mismo, lo cual quiere decir que es necesario destinar la mayoría de las 240 hectáreas a zonas de acampada. El campamento abre los lunes y el precio está incluido en el precio del abono desde 2017, aunque años antes había que pagar una tasa extra si la llegada era anterior al miércoles.
La zona de acampada está equipada con duchas, lavabos, lavabos portátiles, fuentes de agua potable, pequeños supermercados, puestos de comida y carpas de información, además de estar constantemente patrullada por policías, bomberos y guardias de seguridad. Un servicio de recogida de basuras se encarga de recoger las bolsas que los asistentes depositan en los puntos de recogida.
Para orientar a los campistas, la zona de acampada está señalada con distintas letras. Las zonas A y B están reservada para visitantes sin coche, mientras que las zonas Y y R están dedicadas a asistentes con vehículos, incluso en la zona Y es posible alquilar caravanas, tiendas de campaña y disponer de electricidad. En la zona U, los grupos de 50 o más personas pueden reservar un espacio más amplio sin cargo adicional.
Ya que las grandes multitudes suelen provocar un servicio de datos móviles lento debido al alto tráfico, algunos proveedores instalan sus propias bases móviles para ofrecer mejor servicio, como son GSM, UMTS y LTE+..

### Servicios médicos
Un festival de esta magnitud necesita grandes medidas de emergencia, que en este caso las llaman “Wacken Rescue Squad”. Cada año, centenares de ayudantes procedentes de varias organizaciones de emergencias de toda Alemania se trasladan a Wacken para ayudar a los visitantes que lo necesiten. El servicio médico está dirigido por la asociación local DRK en Kaltenkirchen. 
Las diferentes organizaciones aportan vehículos y materiales durante el curso del festival, en concreto ambulancias y radios para comunicación interna. Debido a las condiciones de algunos caminos en Wacken, no es raro encontrar patrullas en quads o a pie, especialmente en los alrededores de las unidades médicas. Además de los servicios médicos, que cuentan con unas 270 personas aproxidamanente, el servicio de rescate de Schleswig-Holstein dispone de 10 vehículos de emergencia (ambulancias y unidades de cuidados intensivos) en la zona que se coorinan constantemente con la dirección del evento. 
En 2013, unas 3.000 personas recibieron algún tipo de atención médica de aproximadamente 500 paramédicos.

### Criminalidad y accidentes
A pesar del gran tamaño del festival, nunca ha habido graves problemas de seguridad. Las disputas o peleas entre visitantes son muy poco frecuentes, y en 2011 solo fueron reportados un total de 20 informes de lesiones. El mayor problema que suele haber es el alto volumen de robos registrados cada año, aunque en 2011 la policía fue capaz de detener a tres diferentes bandas de ladrones. En comparación con otros festivales de esta escala, la policía ha clasificado este como seguro.
A día de hoy se han producido 4 muertes y algunas contadas heridas graves:
·  En 2005, un hombre de 37 años con una gran intoxicación etílica se chocó contra una ambulancia que iba a paso muy reducido y murió en el hospital debido a las heridas producidas en su cabeza. Para honrar a su familia, en 2006 los organizadores rindieron 1 minuto de silencio en homenaje a la víctima.
·  En 2011, un fanático provocando disturbios fue sorprendido por guardias de seguridad en el pueblo y una parada cardiovascular le provocó la muerte.
·  En 2012, un joven de 22 años de edad se puso a dormir justo al lado de un generador respirando sin saberlo el monóxido de carbono durante toda la noche. Los servicios de emergencia no pudieron reanimarlo.
·  En 2013, un visitante de Polonia de 52 años murió por causas naturales en su tienda de campaña. Ese mismo año un asistente resultó gravemente herido tras explotar el pequeño fogón de cocinar en su tienda por razones que se desconocen.
·  En 2016, dos hombres resultaron heridos cuan]do uno de ellos prendió fuego a petardos que había adquirido ilegalmente y su amigo trató de detenerle. Los informes detallaron que una de las orejas que supuestamente le habían sido amputadas resultó ser falsa.
·  En 2017, un joven de 16 años resultó gravemente herido mientras intentaba rellenar un fogón de acampada con alcohol.

## Compromiso

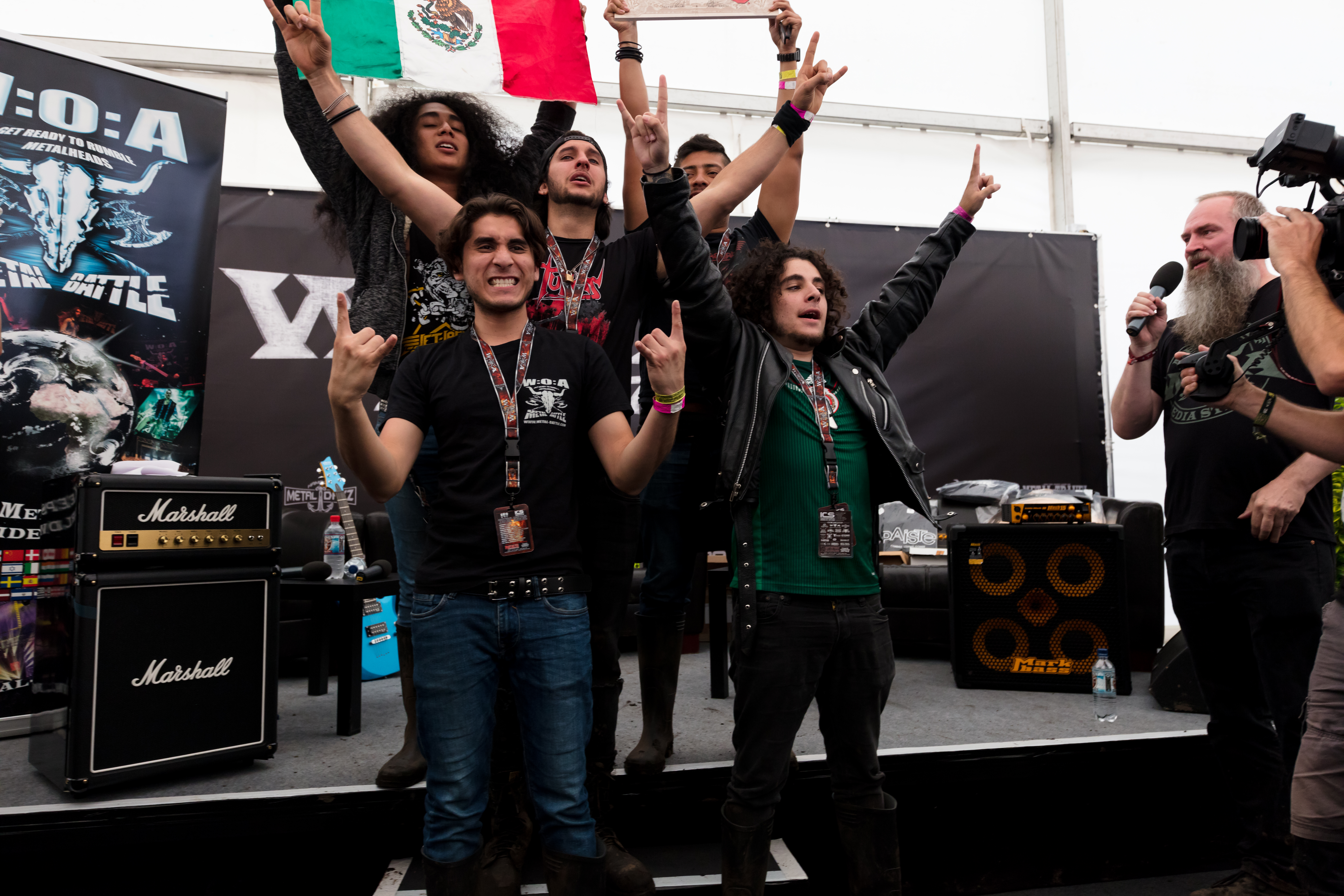
Los ganadores de Metal Battle 2017, la banda mexicana Jet Jaguar (banda)

### Metal Battle
W:O:A Metal Battle es un concurso de bandas internacionales inaugurado por primera vez en 2004. Durante la Metal Battle, nuevas bandas compiten en concursos nacionales y el ganador de cada país compite a su vez con otros finalistas en la gran final durante el Wacken Open Air. 
Un jurado internacional es el encargado de elegir las mejores bandas del concurso. En años anteriores, las bandas ganadoras obtenían un contrato con un sello discográfico, aunque hoy en día el premio para las 5 mejores bandas suele ser dinero en metálico o premios materiales.

### Fundación Wacken
La Wacken Foundation fue fundada en 2009 por los organizadores del festival y se trata de una organización benéfica. Su objetivo es ayudar a las bandas de Heavy Metal más jóvenes. 
El patrocinio se otorga a proyectos específicos como la producción de un CD o la realización de una gira. Además, la Wacken Foundation facilita información acerca de sus distintos proyectos en muchos de los festivales europeos cada verano. Desde la temporada 2017/2018, el logotipo de la fundación se puede encontrar en las camisetas del club de la tercera liga alemana FC Carl Zeiss Jena. Todo esto fue gracias a los patrocinadores del equipamiento Heaven Shall Burn, cuyo logotipo se movió a la manga de la camiseta para esta causa, ya que parte de los ingresos de la venta de la camiseta son donados a la fundación.

### Wacken Music Camp
El Wacken Music Camp se celebró por primera vez en 2014. Una semana después de la finalización del festival, jóvenes de todas partes de Alemania fueron invitados a escribir y tocar sus propias canciones bajo la dirección  de músicos profesionales. Fueron acomodados en la zona llamada Kuhle, el lugar donde se celebró el primero Wacken Open Air.

### Donaciones de sangre
Los organizadores junto con el equipo del festival a menudo hacen llamamientos para los visitantes donen sangre. Las donaciones se realizan en la clínica de Itzehoe y la planta entera se decora al estilo W:O:A para la ocasión además de escucharse Heavy Metal todo el día a través de los altavoces.

### Campaña DKMS
Desde W:O:A 2014, tanto visitantes como músicos han sido alentados por la base alemana de donantes de médula ósea para registrar y así poder donar su médula ósea. Ese mismo año se registraron 2.700 visitantes.

### Stark gegen Krebs - Fuertes contra el cáncer
El festival colabora com los organizadores del llamado Wattolümpiade ("mudflat Olympics") The festival works with the organisers of the so-called Wattolümpiade ("Olimpiada movedizas") en Brunsbüttel para promover el eslogan "Stark gegen Krebs” ("Fuertes contra el cáncer"). El equipo del festival ayuda en labores logísticas.

## Redes - W:O:A como marca

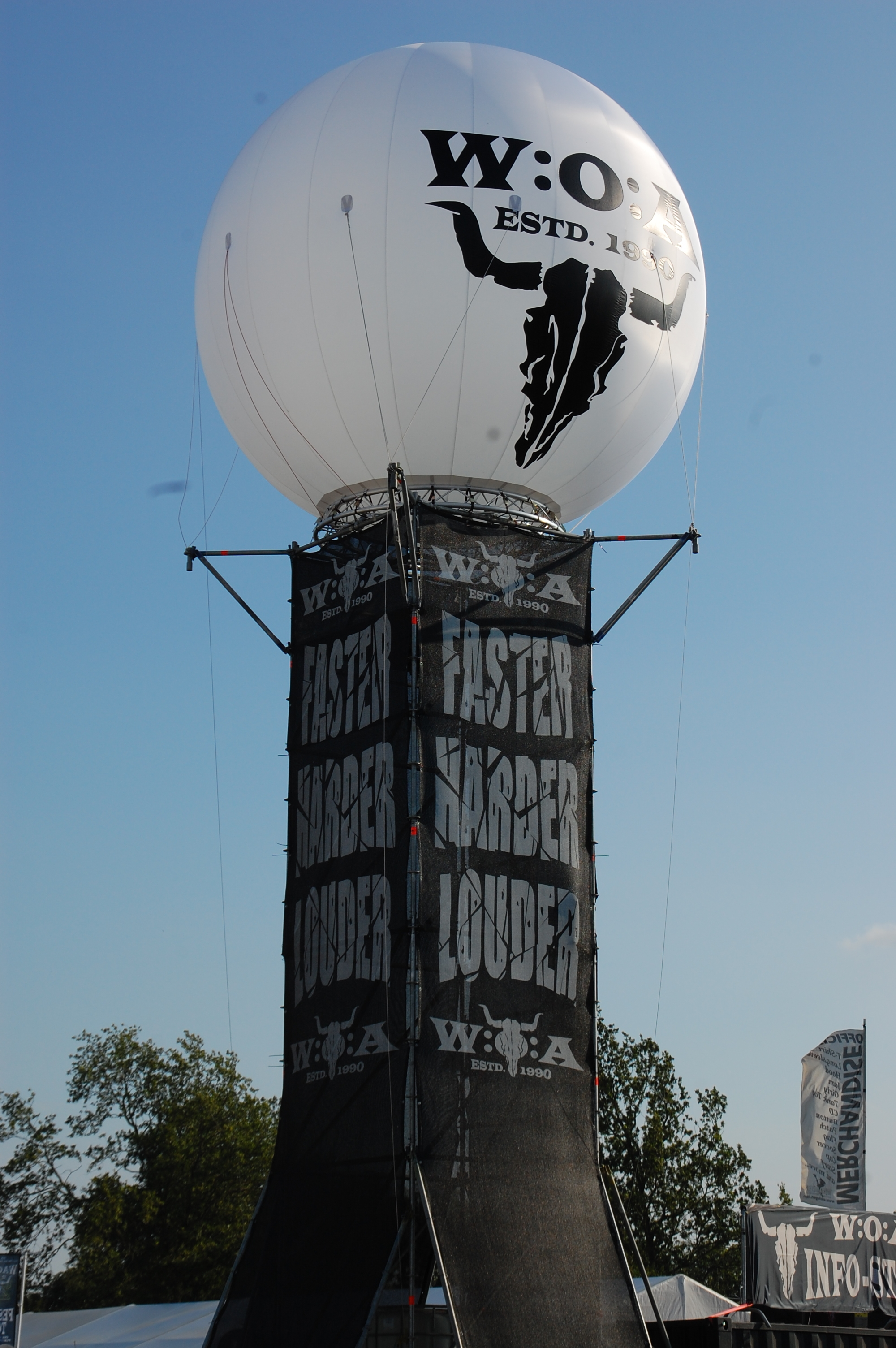
Torre con el símbolo de Wacken. Wacken Open Air 2011.

Aparte de ser un festival en sí mismo, los directores organizan multitud de otros eventos. Además de poseer una amplia colección de merchandising que ha ido creciendo durante todos estos años, que no solo incluye camisetas, CD y DVD, sino que también incluye libros. El libro W:O:A History Book relata la historia del festival hasta el año 2005. El libro Die Wahrheit über Wacken ("La verdad sobre Wacken", Oidium Verlag 2005, nueva edición publicada por Verlag Andreas Reiffer 2011) proporciona información sobre el festival desde un punto de vista humorístico. Fue escrito por el sátiro Till Burgwächter en colaboración con el artista cómico Jan Oidium y también se puede adquirir en formato audio libro en un set de tres CD. La publicación de un libro de cocina “metal” muestra hasta donde ha llegado la amplitud de la colección de merchandising, lo que provocó críticas en su día ya que algunos consideraban que el único objetivo de disponer de tantos productos diferentes era simplemente ganar dinero. La creciente cobertura del festival, especialmente desde el nacimiento del documental “Full Metal Village”, ha hecho que los fanes más tradicionales del Heavy Metal cataloguen el festival como “vendido”. 
En 2005, Wacken Premium Pilsner fue lanzada como la cerveza propia y oficial del festival. Fue producida en la fábrica de cerveza Maximiliansbrauerei en Chieming, Baviera. Durante los W:O:A de 2016 y 2017, la cerveza estuvo disponible en botellas de 0.5 litros y era elaborada en la fábrica de cerveza de Flensburger. El alto número de botellas rotas forzó a los organizadores a reemplazarlas por latas de 0.5 litros.  
Como lema, la frase “See you in Wacken – Rain or Shine” (“Nos vemos en Wacken – llueva o haga sol”), le tomó el relevo a la frase “Faster, Harder, Louder”. Otra de las frases más características del festival es “Louder Than Hell”. 

### Full Metal Cruise
Desde 2013 se han organizado cruceros por toda Europa que incluyen conciertos de bandas de Heavy Metal a bordo.

### Hamburg Metal Dayz
El festival Hamburg Metal Dayz se realiza en una sala cubierta y al mismo tiempo que el festival Reeperbahn-Festival, ambos considerados una fecha de reunión de fanes. Además de conciertos, se realizan charlas con músicos, managers y otros expertos, así como talleres y sesiones de preguntas con los organizadores del W:O:A.

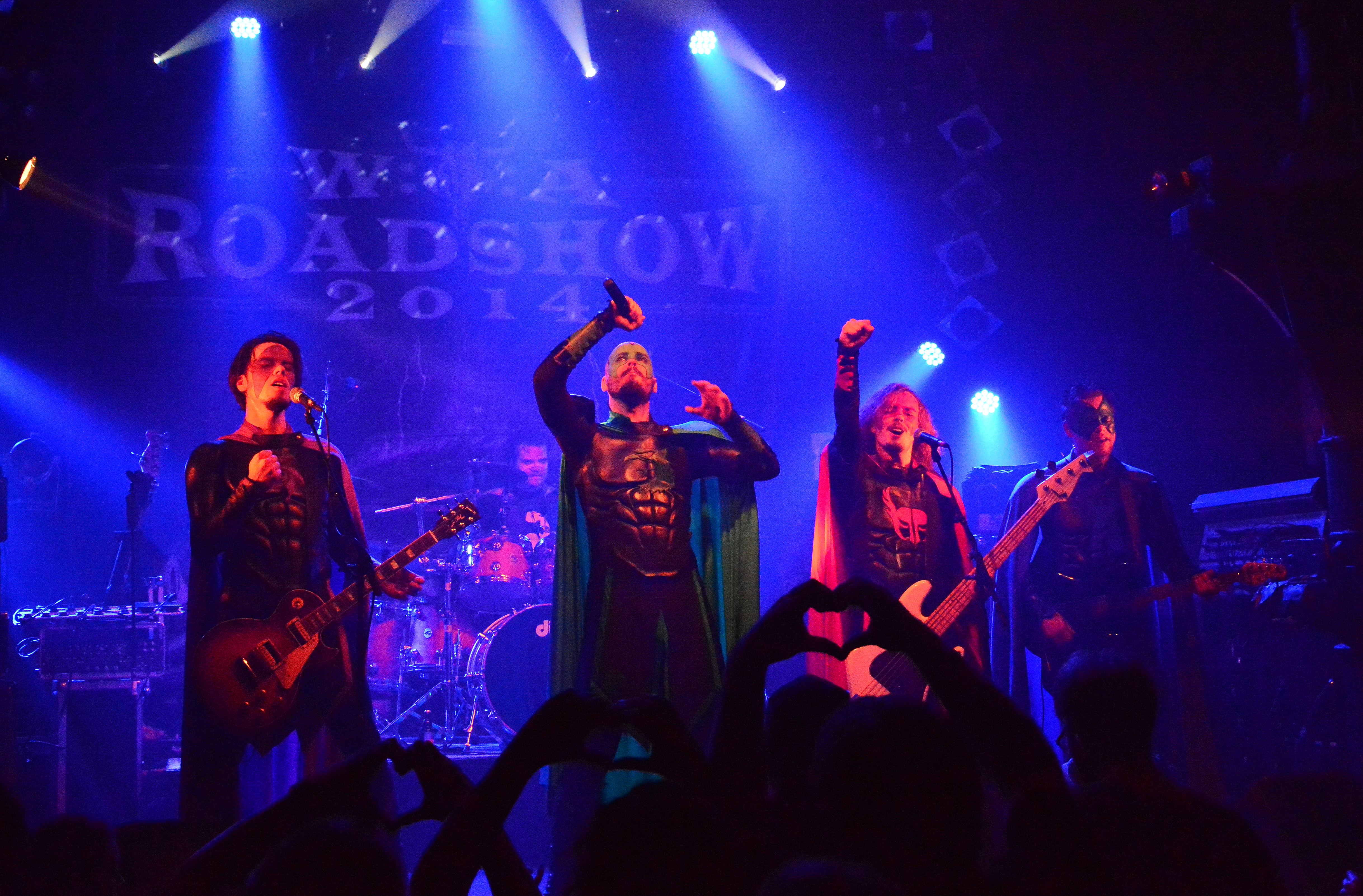
Grailknights en el Wacken roadshow 2014.

### Wacken Roadshow
Para el Wacken Roadshow, un alto número de bandas salen de gira por Europa con la publicidad de Wacken Open Air. Estos conciertos tienen como misión complementar las fiestas previas al festival que se realizan en diversos lugares.

### Metal Monday
Durante el verano de 1990, el Metal Monday se celebró por primera vez en Knust, Hamburgo. Durante cinco años, bandas de metal regional, nacional e internacional como De la Cruz, 5th Avenue y King Køng tocaron cada lunes en Knust. Después de un parón de casi 20 años, en 2014 los organizadores de Wacken Open Air reanudaron el Metal Monday en cooperación con Knust, Seaside Touring, All Access y Hamburg Konzerte. Cada mes hay actuaciones de bandas de Heavy Metal, Rock y Folk Rock bajo el lema “three bands – small entrance fee” (tres bandas – entrada a bajo precio”). Además de bandas regionales, bandas internacionales siempre son invitadas. 

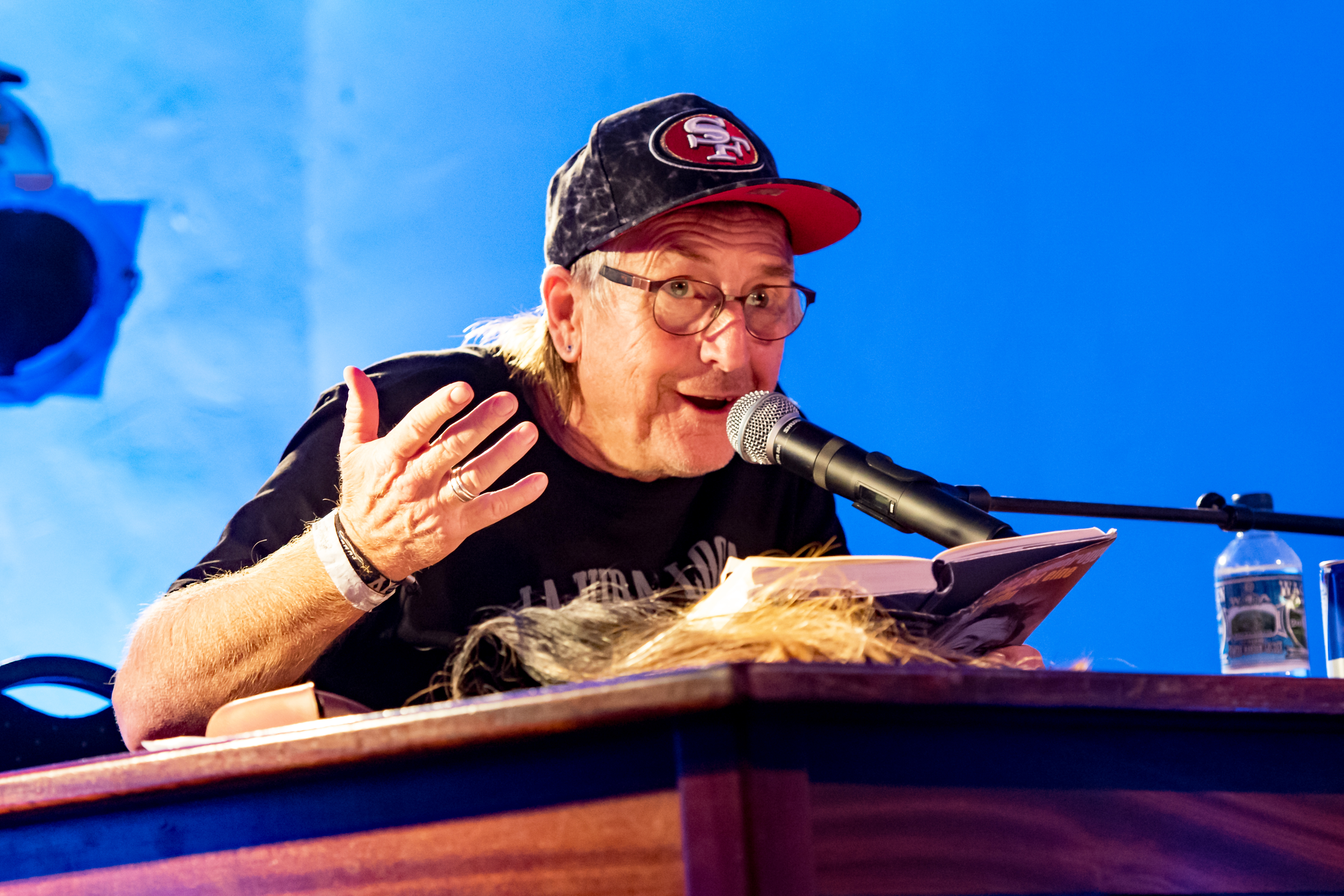
Martin Semmelrogge durante una lectura en Zum Wackinger 2017

### Zum Wackinger
El restaurante de comida local Zur Post en Wacken construido en 1919 ha sido el punto de encuentro del pueblo y de las comunidades de los alrededores durante décadas. Fue allí donde los camareros Thomas Jensen y Holger Hübner concibieron la idea del actual Wacken Open Air. Hoy en día, el local se utiliza para alojar a parte del equipo y para otros propósitos del negocio. En una serie de actuaciones llamadas “Zum Wackinger” participan músicos, cómicos y todo tipo de artistas. Desde 2016 se celebra también un festejo medieval de dos días de duración con juglares y músicos de época.

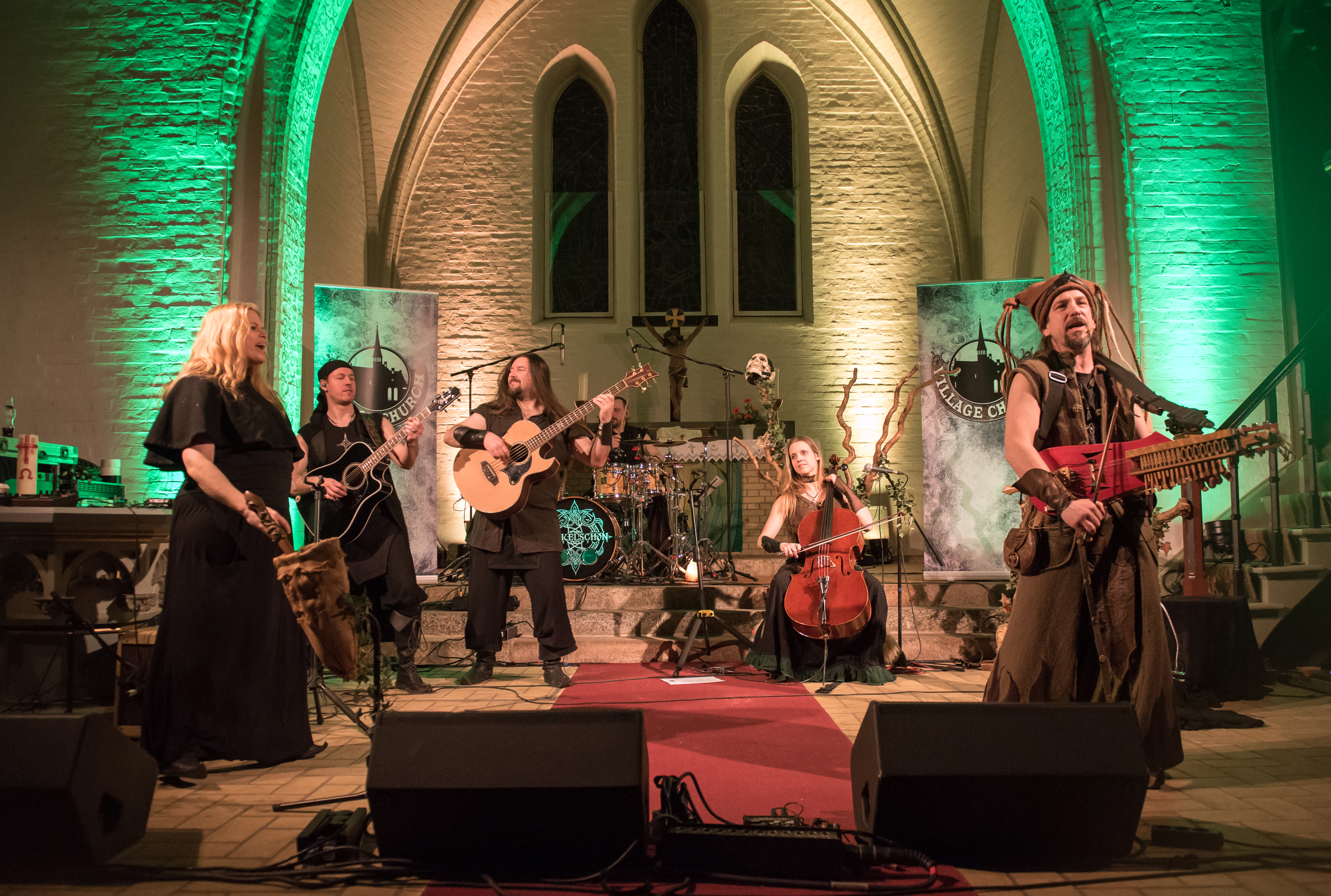
La banda Dunkelschön en la Metal Church durante las Wacken Winter Nights

### Metal Church
La Iglesia Evangélica Luterana del Pueblo en Wacken pertenece a la congregación luterana de la Iglesia Evangélica Luterana del norte de Alemania. Para Wacken Open Air y Wacken Winter Nights, se convierte en Metal Church (iglesia del metal). Durante dichos festivales, el “Metal Service” (Servicio del Metal) se lleva a cabo aquí y las bandas de la escena Folk y Medieval actúan en la iglesia. 

### Wacken Winter Nights
Wacken Winter Nights (WWN), es un festival de tres días al aire libre que cuenta con bandas de estilo Folk y Medieval y se organizó por primera vez en febrero de 2017, a temperaturas de entre -2 °C y -6 °C en Waken. La primera edición agotó sus entradas varias semanas antes de su celebración y contó con más de 3.500 asistentes, cuya mayoría se alojó en las zonas de acampada. La segunda edición se celebró los días 24, 24 y 25 de febrero de 2018 y debido a la construcción de nuevas zonas de acampada, las zonas de alojamiento fueron trasladadas a la zona destinada para el Wacken Open Air, lo que supuso un incremento de la distancia de 15 minutos a pie y aun así dicha edición agotó sus entradas contando con 4.000 asistentes. Para el tercer año de las Wacken Winter Nights en 2019, se agrandó la zona de celebración del festival para poder albergar a 5.000 visitantes. La cuarta edición está planeada para los días 14, 15 y 16 de febrero de 2020.
| Año  | Bandas | Entradas Vendidas | Precio (EUR) | Agotado |
| ---- | ------ | ----------------- | ------------ | ------- |
| 2017 |        | 3500              | 69,00        | Sí      |
| 2018 | 35     | 4000              |              | Sí      |
| 2019 | 34     | 5000              | 89,00        |         |

### Wacken Rocks
En su día se realizaron varios pequeños festivales al aire libre en diferentes localizaciones llamados Wacken Rocks para transportar el ambiente de Wacken a otros lugares.

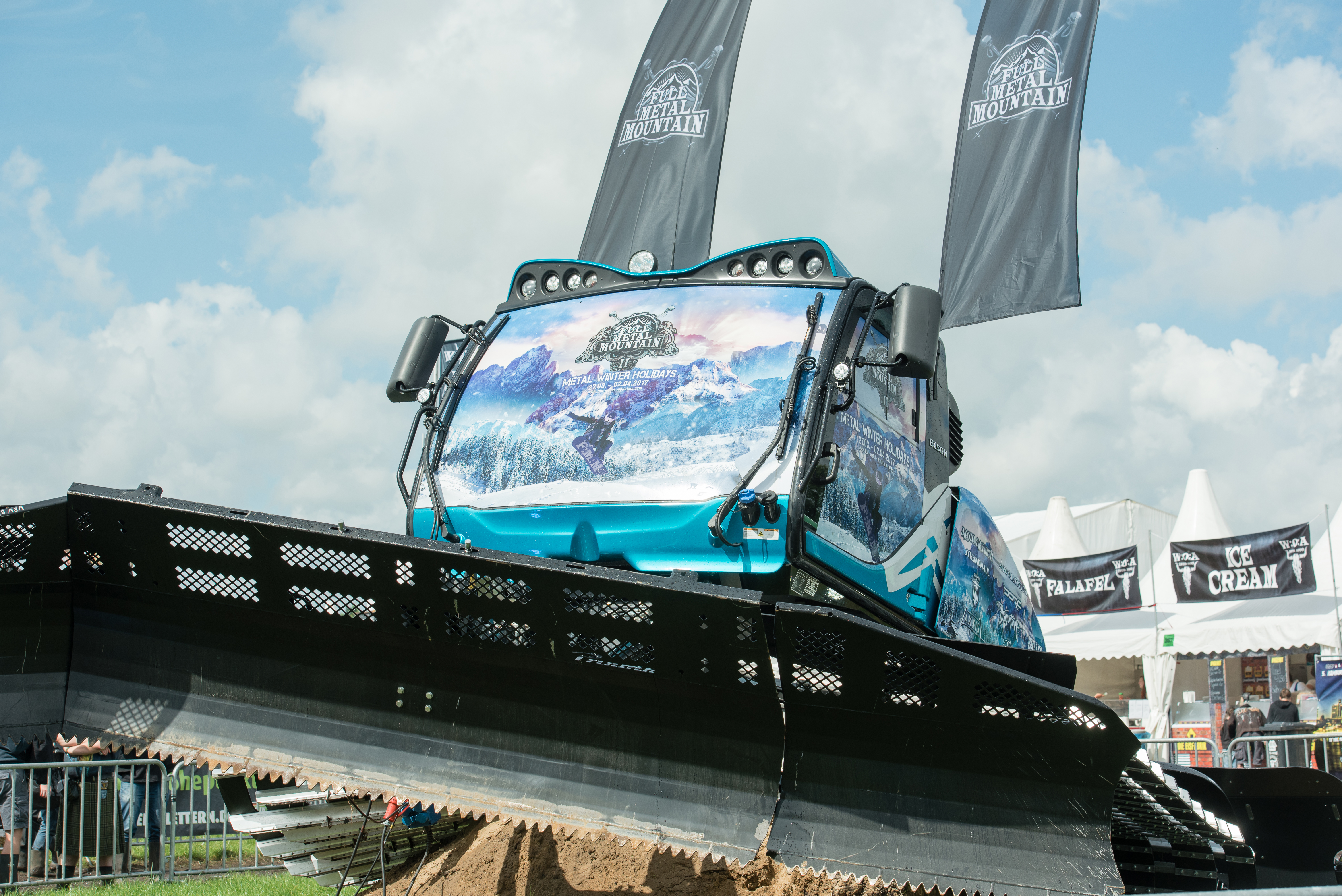
Telecabina publicitario para el Full Metal Mountain 2017

### Full Metal Mountain
Durante los inviernos de 2016, 2017 y 2018, se organizaron viajes para fanes del metal para esquiar en Nassfeld, Austria bajo el nombre Full Metal Mountain, donde se invitaron a numerosas bandas y artistas. En 2019 el festival se canceló por completo.

## W:O:A en números
El diagrama y la gráfica inferior muestras el desarrollo de los precios, visitantes y del números de bandas de ediciones pasadas publicados por los organizadores. Los precios se refieren al abono de tres días (incluyendo aparcamiento y acampada) durante la preventa (sin tasas adicionales). 

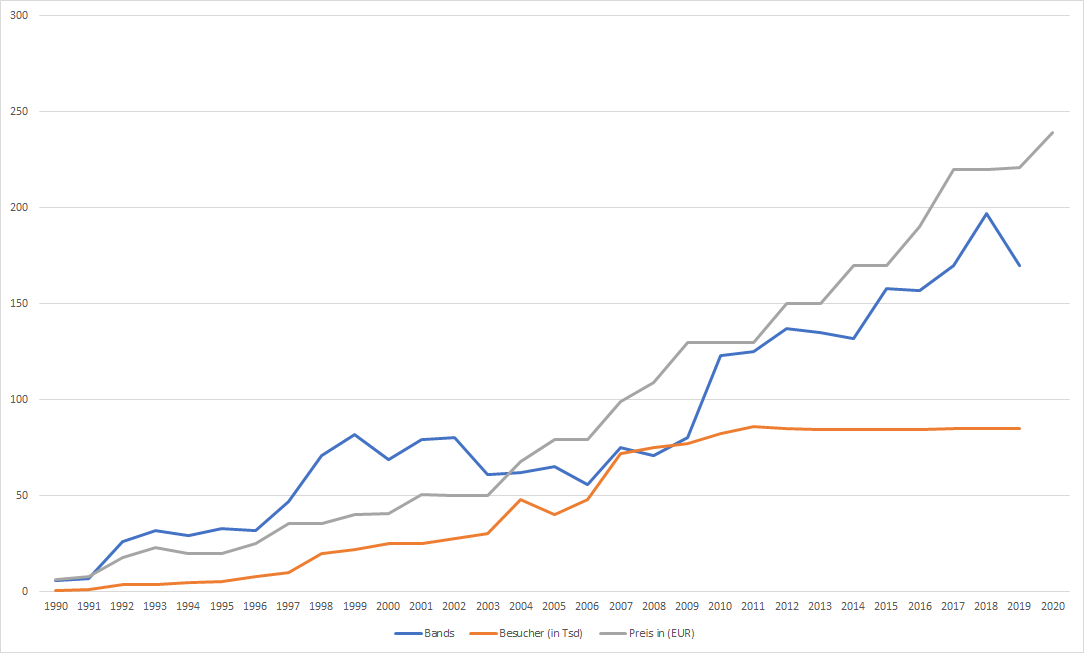
Estadística Wacken 2019

| Año  | Bandas | Asistentes | Entradas Vendidas | Precio (EUR) | Agotadas |
| ---- | ------ | ---------- | ----------------- | ------------ | -------- |
| 1990 | 6      | 800        | N/A               | 6,14         |          |
| 1991 | 7      | 1.300      | N/A               | 7,67         |          |
| 1992 | 26     | 3.500      | N/A               | 17,90        |          |
| 1993 | 32     | 3.500      | N/A               | 23,01        |          |
| 1994 | 29     | 4.500      | N/A               | 19,94        |          |
| 1995 | 33     | 5.000      | N/A               | 20,05        |          |
| 1996 | 32     | 8.000      | N/A               | 25,05        |          |
| 1997 | 47     | 10.000     | N/A               | 35,28        |          |
| 1998 | 71     | 20.000     | N/A               | 35,28        |          |
| 1999 | 82     | 22.000     | N/A               | 40,39        |          |
| 2000 | 69     | 25.000     | N/A               | 40,90        |          |
| 2001 | 79     | 25.000     | N/A               | 50,62        |          |
| 2002 | 80     | 27.500     | N/A               | 50,00        |          |
| 2003 | 61     | 30.000     | N/A               | 50,00        |          |
| 2004 | 62     | 48.000     | N/A               | 68,00        |          |
| 2005 | 65     | 40.000     | N/A               | 79,00        |          |
| 2006 | 56     | 48.000     | N/A               | 79,00        |          |
| 2007 | 75     | 72.000     | 60.000            | 99,00        | 339 días |
| 2008 | 71     | 75.000     | N/A               | 109,00       | 221 días |
| 2009 | 80     | 77.000     | N/A               | 130,00       | 149 días |
| 2010 | 123    | 82.500     | 75.000            | 130,00       | 247 días |
| 2011 | 125    | 85.870     | 75.000            | 130,00       | 187 días |
| 2012 | 137    | 85.000     | 75.000            | 150,00       | 121 días |
| 2013 | 135    | 84.500     | 75.000            | 150,00       | 47 días  |
| 2014 | 132    | 84.500     | 75.000            | 170,00       | 43 horas |
| 2015 | 158    | 84.500     | 75.000            | 170,00       | 12 horas |
| 2016 | 157    | 84.500     | 75.000            | 190,00       | 23 horas |
| 2017 | 170    | 85.000     | 75.000            | 220,00       | 309 días |
| 2018 | 197    | 85.000     | 75.000            | 220,00       | 346 días |
| 2019 | 218    |            | 75.000            | 221,00       | 4 días   |
| 2020 |        |            | 75.000            | 239,00       | 21 horas |

## Documentales y recepción

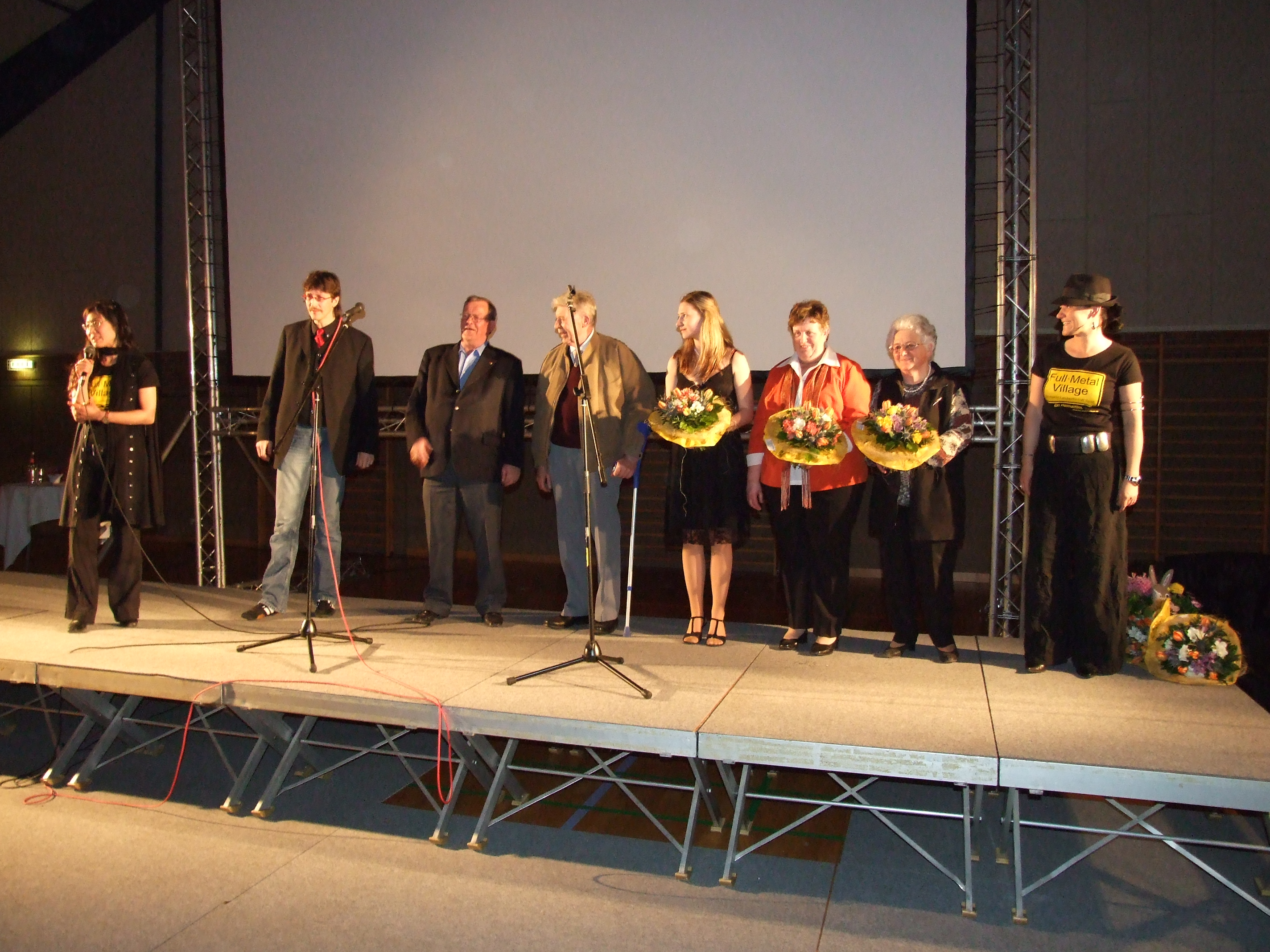
Junto a Sung-Hyung Cho, director del documental Full Metal Village y el moderador local Bernd Stölting (izquierda), podemos ver a los "héroes" de la película en el preestreno en Wacken: Uwe Trede, Klaus Plähn, Ann -Kathrin Schaak, Eva Waldow, Irma Schaack (de izquierda a derecha).

Desde 1999 se han realizado varios documentales sobre Wacken Open Air. El primer documental se llamó Metalheads – The Official Documentary y fue producido en 1999 para la celebración del décimo aniversario del festival, lanzado en VHS por Rock Hard en el año 2000. El equipo de filmación del festival se trasladó a la zona diez días antes del comienzo del evento y documentó la construcción de este, incluyendo granjeros como Uwe Trede, habitantes del pueblo, fanes y organizadores. Aunque dicho documental muestre algunas actuaciones y entrevistas con bandas, se focaliza más bien en los aspectos entre bastidores. La película fue producida con los medios más simples, incluyendo tan solo una cámara Hi8 profesional, una Mini-DV y un equipo de tres personas. De acuerdo con los organizadores, se produjeron y vendieron 10 000 copias. Para la 15.ª edición del festival se grabó el documental Nordland, pero solo se utilizó para promoción interna. Ambos documentales fueron realizados por Thomas Greiner.  
En el documental Metal – A Headbanger’s Journey dirigido por Sam Dunn (2005), se describe al festival como la meca del heavy metal. La película Full Metal Village dirigida por Cho Sung-Hyung, grabada entre 2005 y 2006, retrata a los habitantes del pueblo de Wacken durante el festival, y en 2006 ganó el premio Hessischer Filmpreis y el Schleswig-Holstein Filmpreis a mejor documental. Full Metal Village fue el documental que ganó por primera vez el premio Max Ophüls Award para jóvenes directores en 2007. WRD-Rockpalast emitió documentales de dos horas durante los años 2006, 2007 y 2009, estos tres centrados en actuaciones y entrevistas con artistas, y Broadcaster DMAX documentó la construcción del W:O:A en un vídeo de una hora de duración en 2007. 
La cadena televisiva ZDF grabó un pequeño vídeo de 30 minutos llamado Ein Dorf und 100 000 Rockfans sobre Wacken Open Air 2008.
Los proyectos previamente mencionados son casi idénticos en cuanto a contenido: invitan a visitantes, organizadores y habitantes de Wacken a hablar sobre el festival y comentarlo de manera positiva. Aun así, ha habido a menudo críticas sobre el exceso de protagonismo de los bomberos de Wacken. 
La producción de bajo coste Metaller die auf Brüste starren (“Los metaleros que miran fijamente los pechos”, título basado en “Los hombres que miraban fijamente a las cabras”) ofrece perspectivas diferentes del festival, desde las cuales cinco asistentes graban sus propias experiencias durante sus estancias, y cuya producción está realizada por "Offener Kanal Bad Offenbach". La película está grabada desde un punto de vista subjetivo y en contraste con otros documentales, este se centra en los fanes. Aunque el objetivo sea entretener, este film se ha catalogado como documental y ello creó en su día controversia ya que los mismos directores lo catalogan como “documental basura”. Su estreno fue el 5 de mayo de 2011.
El primer ministro de Schleswig-Holstein's, Peter Harry Carstensen (CDU), comentó sobre de la edición W:O:A 2009: "No vengo aquí a escuchar la música, pero me siento identificado con el festival".
Durante 2014 se transmitieron en vivo algunas de las actuacciones de Wacken Open Air, y en cooperación con Spiegel Online y Arte, también fue posible su retransmisión.

### Premios
En una ceremonia de premios celebrada el 11 de marzo de 2008, W:O:A recibió el premio Live Entertainment Award (LEA) a mejor festival de 2007. 

### Documentales

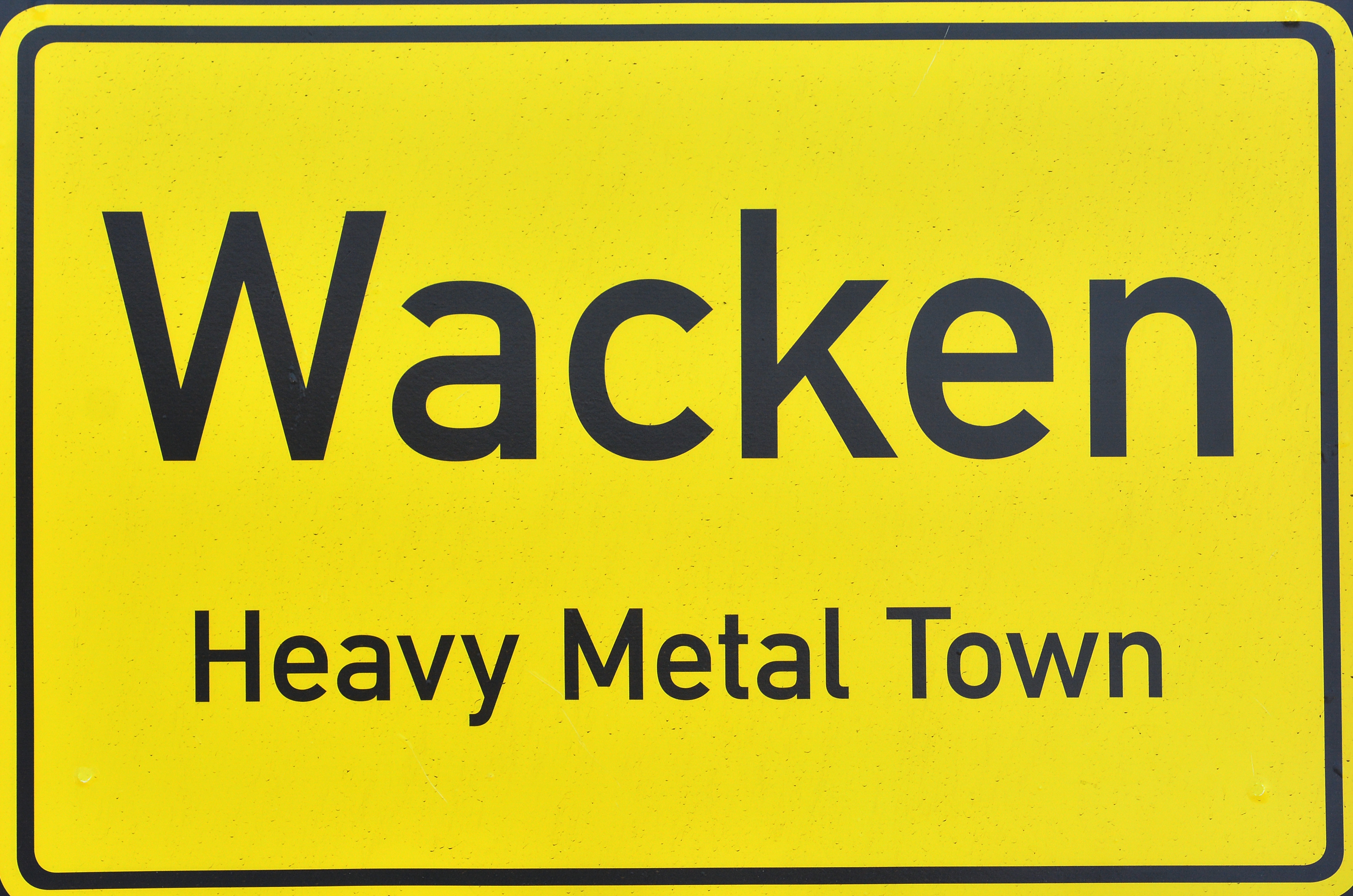
Signo ciudad de Wacken en 2014

La televisión alemana ha producido varios documentales sobre Wacken Open Air durante los últimos años. La siguiente lista detalla algunos de ellos: 
• Metalheads, documental sobre el 10.º aniversario de Wacken Open Air (director: Thomas Greiner)
• Nordland, documental sobre el 15.º aniversario de Wacken Open Air (director: Thomas Greiner)
• Full Metal Village, 2006 (director: Cho Sung-Hyung)
• Ein Dorf im Ausnahmezustand – Un pueblo en estado de emergencia  / Tres días en Wacken - Bauernschlau und Heavy-Metal, 2006 (película dirigida por Petra Petersen, NDR)

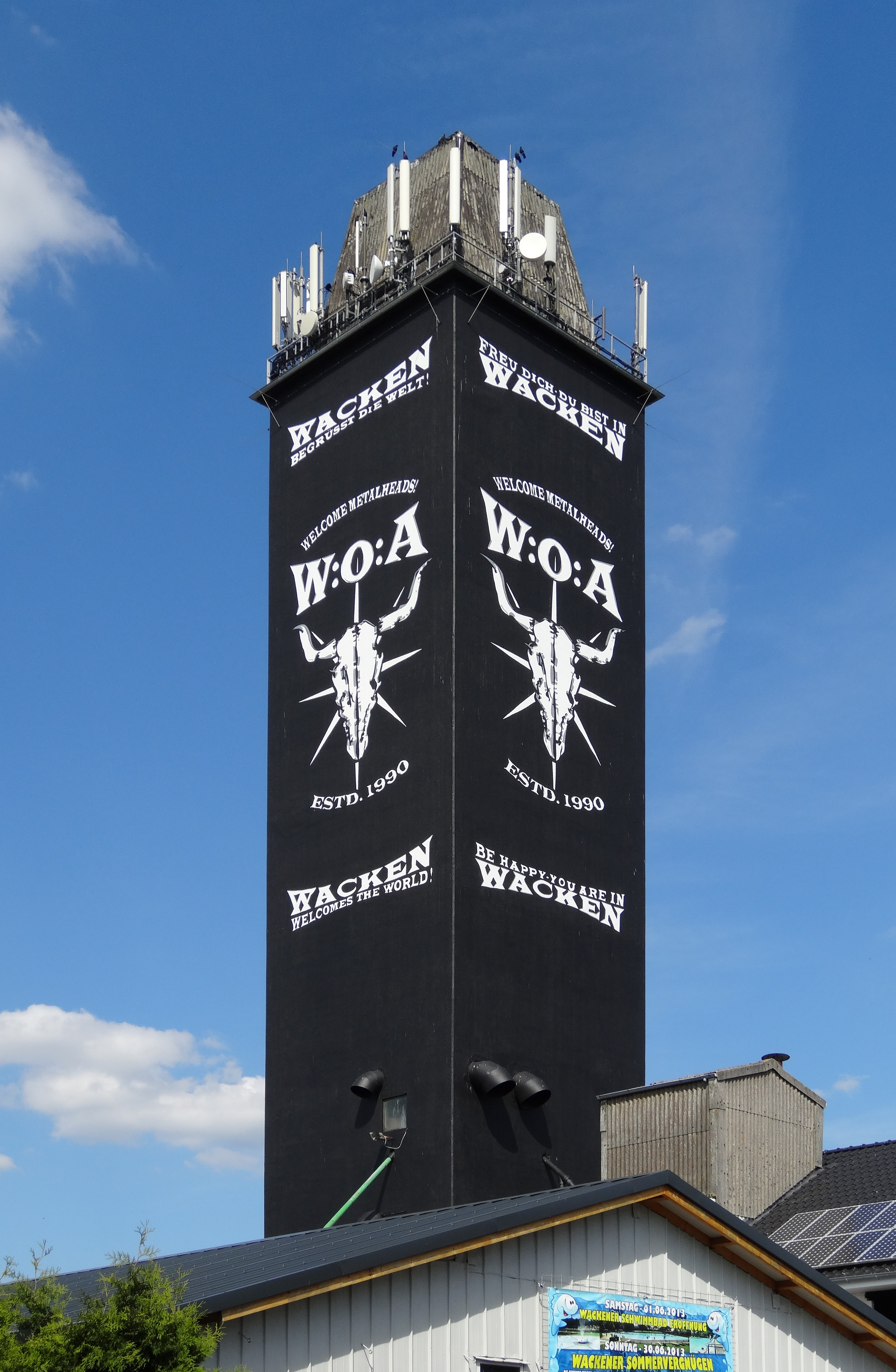
Silo Wacken, visible desde varios metros

• Rockpalast (WDR), Festival Wacken-Open-Air, 2006, 2007 y 2009, cada documental de aprox. 2h de duración, se puede descargar de manera gratuita en la librería multimedia de la página locutora (desde febrero de 2016)
• Wahnsinn Wacken, 2007 (DMAX) documental de aprox. 1h de duración.
• Ein Dorf und 100 000 Rockfans, 2008 (ZDF)
•	Metaller die auf Brüste starren, 2010
• Road To Wacken - The Movie, 2011
•	Heavy Metal auf der Wiese, 2011 (NDR) (Director: Manfred Studer)
• Heavy Metal trifft Karniggels - Detlev Buck goes Wacken, 2012 (NDR) (Director: Nils Utzig)
• Heiter, harder, louder, 2013 (NDR) (Director: Nils Utzig)
•	Alles auf Schwarz – Wacken!!! Sarnau und Hübner bei den Metalheads, 2013 (NDR) (Director: Nils Utzig)
• Wacken 3D, 2014 (Director: Norbert Heitker) - también disponible en 2D.
• 25 Years Louder Than Hell - The W:O:A Documentary, junio de 2015, DVD/BluRay, 3 Eps. 45 min, 1 h 5 min, 42 min, sonido original: alemán, inglés y español con subtítulos en alemán y en inglés. 
• Road To Wacken, 2016 (DMAX) - documental en dos partes (45 min cada una) sobre la banda Blind Guardian mientras planean, preparan y llevan a cabo su actuación en el W:O:A, así como sobre sus asistentes, el pueblo de Wacken y sus habitantes.
• Welcome to Wacken - A Documentary Film in Virtual Reality, julio de 2017 (Director: Sam Dunn), Película de realidad virtual °360 en inglés que consta de 5 partes, con animaciones en la zona donde se celebra el festival.
• Der Wacken-Wahnsinn, Wie geht das? NDR Television, agosto de 2018

### Vídeos en directo desde Wacken

#### Vídeos oficiales y DVD de Wacken Open Air
Los organizadores de Wacken Open Air han ido lanzando un DVD oficial cada año desde 2003: 
• Metal Overdrive: Wacken Overdrive, 2003
• Armageddon Over Wacken 2003, 2003
• Armageddon Over Wacken 2004, 2004
• Armageddon Over Wacken 2005, 2005
• Wacken 2006 – Live at W:O:A, 2006
• Wacken 2007: Live at Wacken Open Air, 2007
• Wacken 2008: Live at Wacken Open Air, 2008
• Wacken 2009: Live at Wacken Open Air, 2009
• Wacken 2010: Live at Wacken Open Air, 2010
• Wacken 2011: Live at Wacken Open Air, 2011
• Wacken 2012: Live at Wacken Open Air, 2012
• Wacken 2013: Live at Wacken Open Air, 2014
• Wacken – Der Film, 2014[90]
• 25 Years of Wacken: Snapshots, Sraps, Thoughts & Sounds, 2015
• Wacken 2014: Live at Wacken Open Air, 2015
• Live At Wacken 2015 – 26 Years Louder Than Hell, 2016
• Live at Wacken 2016 – 27 Years Louder Than Hell, 2017
• Live at Wacken 2017 – 28 Years Louder Than Hell, 2018

#### Álbumes en directo
Han sido numerosas las bandas que han grabado sus actuaciones en Wacken Open Air para posteriormente lanzar CD o DVD. El siguiente listado incluye únicamente álbumes completos en directo, no canciones puntuales en directo desde el festival: 
• Hypocrisy – Hypocrisy destroys Wacken, 1999
• Rose Tattoo – 25 to Live, 2000
• Tygers of Pan Tang – Live at Wacken, 2001
• Grave Digger – Tunes Of Wacken, 2002
• Twisted Sister – Live At Wacken: The Reunion, 2005
• Bloodbath – The Wacken Carnage, 2005
• Scorpions – Live At Wacken Open Air 2006
• Emperor – Live at Wacken Open Air 2006
• Dimmu Borgir – The Invaluable Darkness, 2007
• Rage – Live in Wacken 2007 (bonus DVD para el álbum Carved in Stone, 2008)
• Mambo Kurt – The Orgel Has Landed: Live at Wacken, 2008
• Avantasia – The Flying Opera, 2008
• Die Apokalyptischen Reiter – Tobsucht (Reitermania over Wacken & Party.San), 2008
• Exodus – Shovel Headed Tour Machine – Live at Wacken, 2008
• Atheist – Unquestionable Presence: Live at Wacken, 2009
• Grave Digger – The clans are still marching, 2010
• Immortal – The Seventh Date of Blashyrkh, 2010
• Rage – Live in Wacken 2009 (bonus DVD para el álbum Strings to a Web, 2010)
• At the Gates – Purgatory Unleashed: Live at Wacken, 2010
• Heaven & Hell: Neon Nights – Live at Wacken – 30 Years of Heaven & Hell, 2010
• Running Wild – The final Jolly Roger
• Motörhead – The Wörld Is Ours Vol. 2: Anyplace Crazy as Anywhere Else, 2011
• Saxon – Heavy Metal Thunder – Live – Eagles Over Wacken, 2012
• Sacred Reich – Live At Wacken Open Air, 2012
• Degradead – Live at Wacken And Beyond, 2012
• Megaherz – Götterdämmerung: Live At Wacken 2012, 2012
• Gorgoroth – Live at Wacken 2008, 2012
• God Seed – Live at Wacken, 2012
• Atrocity – Die Gottlosen Jahre – Live In Wacken, 2012
• Ministry – Enjoy The Quiet: Live at Wacken 2012, 2013
• Airbourne – Live at Wacken 2011, 2013
• Nightwish – Showtime Storytime, 2013
• Alice Cooper – Raise The Dead : Live From Wacken, 2014
• Circle II Circle – Live at Wacken (Official Bootleg), 2014
• Deep Purple – From the Setting Sun … In Wacken (grabado en 2013), 2015
• Sabaton – Heroes On Tour, 2015
• Savatage – Return to Wacken, 2015
• Europe – War Of Kings Special Edition, DVD/BluRay 2 Live at Wacken, 2015
• Danko Jones – Live at Wacken (grabado en 2015), 2016
• Judas Priest – Battle Cry, 2016
• Unisonic – Live in Wacken, 2017
• Hansen & Friends – Thank You Wacken live, 2017
• Arch Enemy – As The Stages Burn! (grabado en 2016), 2017
• Status Quo – Down Down & Dirty at Wacken (grabado en 2017), 2018
• Accept – Symphonic Terror - Live at Wacken 2017, 2018

#### Aceptación posterior
En sus novelas de crimen Tod in Wacken y Der Teufel von Wacken, la autora Heike Denzau localiza sus historias en Wacken Open Air, describiendo tanto la localización, como el festival, así como sus visitantes.